# Werkstätten Bernard Stadler
Die Werkstätten Bernard Stadler waren ein holzverarbeitender Betrieb in Paderborn zur Produktion und zum Direktvertrieb von Möbeln und Innenausstattungen, der durch den Kaufmann Bernard Anton Stadler in der am 31. Dezember 1863 erworbenen Daltrop’schen Besitzung am Kettenplatz (am 1. Oktober 1904 umbenannt in Marienplatz) seinen Anfang nahm. Der Eintrag in das Firmenregister erfolgte am 11. Februar 1865. Die Sparte Möbel wurde am 20. April 1867 eröffnet. Die Werkstätten Bernard Stadler waren Gründungsmitglied des am 5. Oktober 1907 entstandenen Deutschen Werkbunds und Mitglied des 1909 in Düsseldorf gegründeten Sonderbundes Westdeutscher Kunstfreunde und Künstler.
Am 26. November 1908 wurde die Erlaubnis erteilt, in Paderborn, Marienplatz 12, eine private Tischlerfortbildungsschule unter der Bezeichnung „Privat-Tischlerfortbildungsschule für die Lehrlinge der Werkstätten Bernard Stadler in Paderborn“ zu betreiben. Diese war einmalig im Deutschen Kaiserreich. Sie war von Anfang an bahnbrechend für die Einführung des Berufsturnens und die erste, die in der Tischlerei die psychotechnische Eignungsprüfung einführte.
Während der Weltausstellung in Brüssel 1910 wurde das Unternehmen mit zwei Großen Preisen („Diplome de Grand Prix“) ausgezeichnet.

## Aufbau und Geschichte des Unternehmens

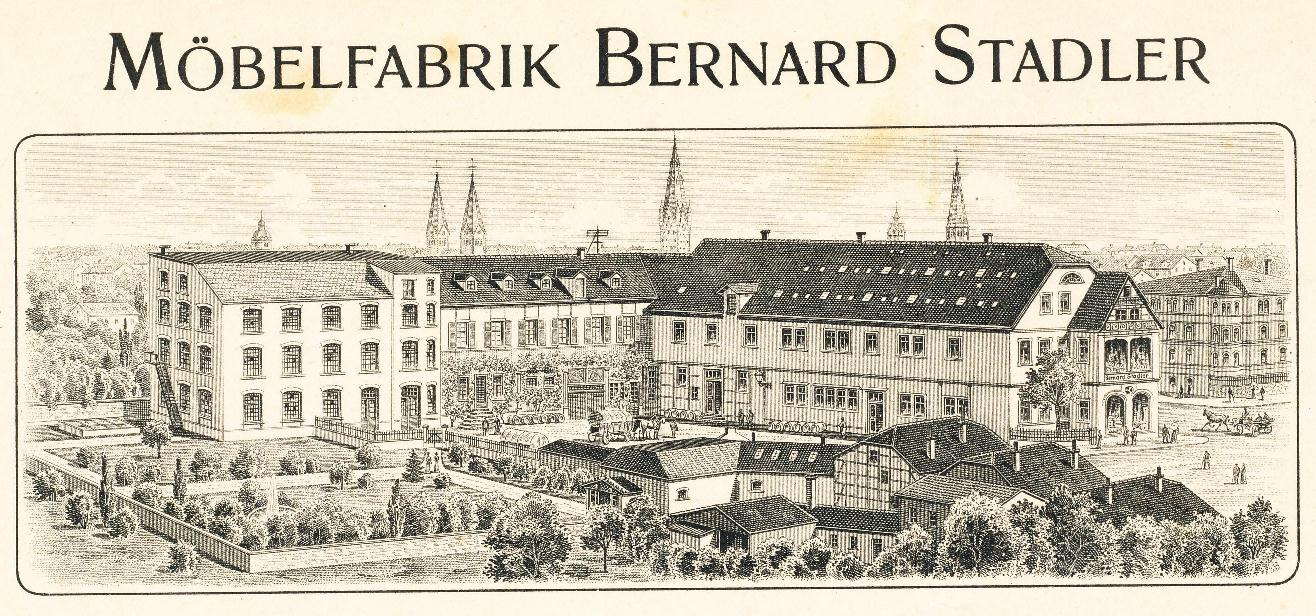
Ansicht der Möbelfabrik Bernard Stadler von Westen (Briefkopf, Dokument datiert auf den 12. April 1905). In den Folgejahren ist auch der Garten links sowie die Fläche hinter dem modernen Anbau links bebaut worden.

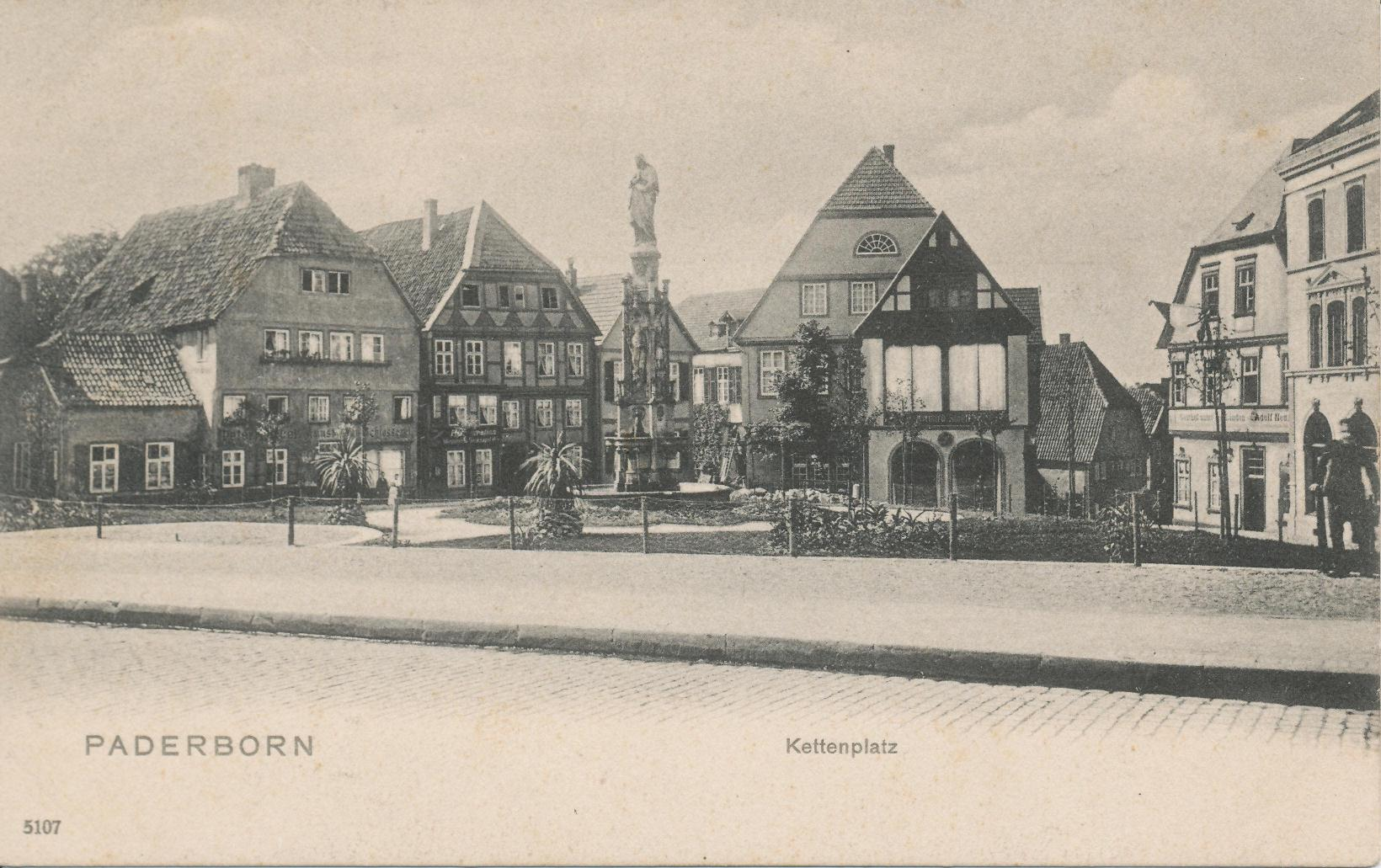
Ansicht der Werkstätten Bernard Stadler vom Kettenplatz (heute Marienplatz) aus (1902, nach der noch nicht abgeschlossenen Neugestaltung des Kettenplatzes: der Zaun fehlt noch). Direkt hinter der Mariensäule das Haus Nr. 14 (ebenfalls Stadler), rechts davon die Front des Hauses Stadler, Marienplatz Nr. 12. Rechts davon die heute noch erhaltene Bebauung am Paderberg und die „Restauration unter den Linden Adolf Neumann“.

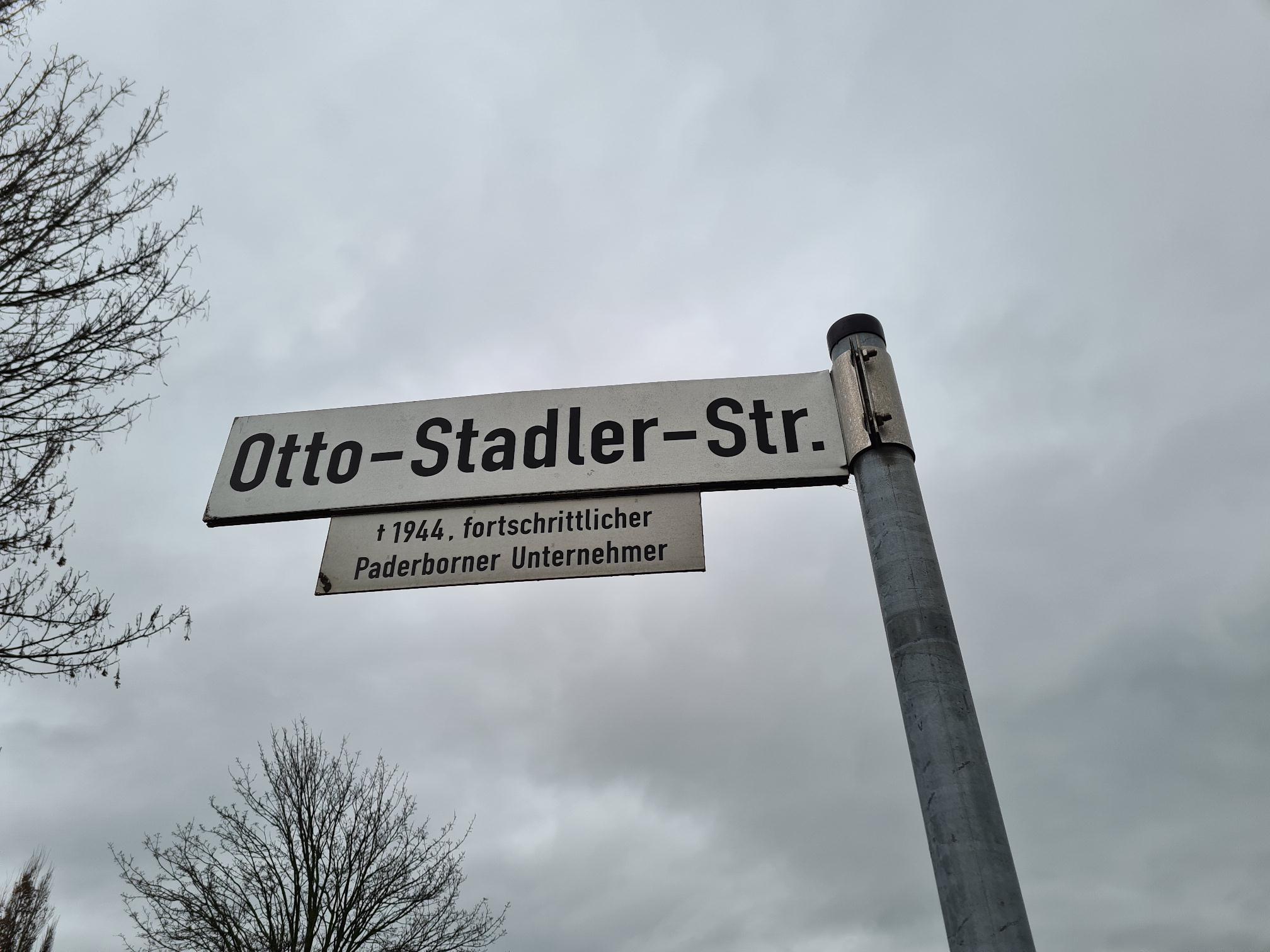
Die Otto-Stadler-Straße in Paderborn, Auf dem Dören.

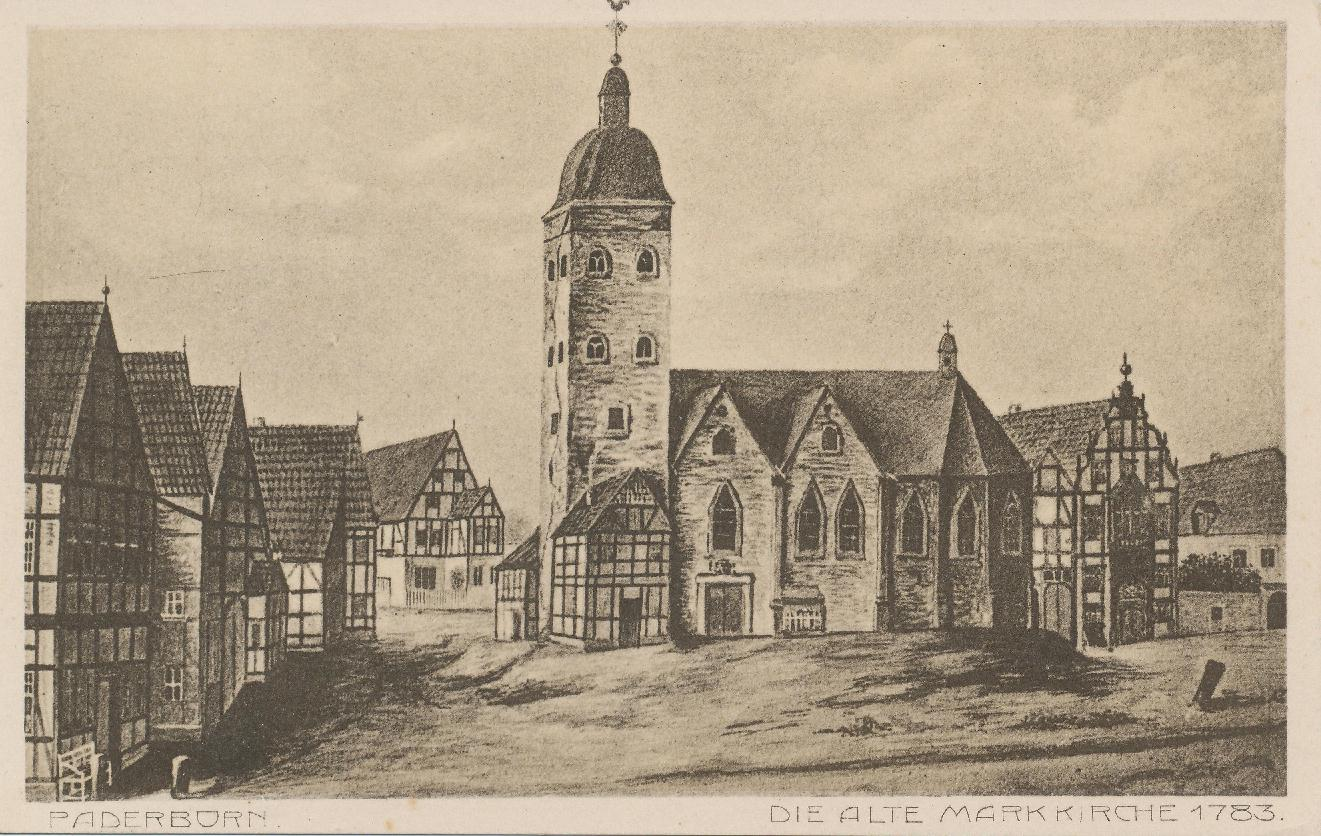
Ansicht der Marktkirche auf dem heutigen Marienplatz im Jahre 1783, abgebrochen 1784. Links davon der Daltrop’sche Hof, seit 1863 Eigentum von Bernard Stadler. Später bekannt als das alte Haupthaus der Werkstätten Bernard Stadler. Rechts davon das Heising’sche Haus.

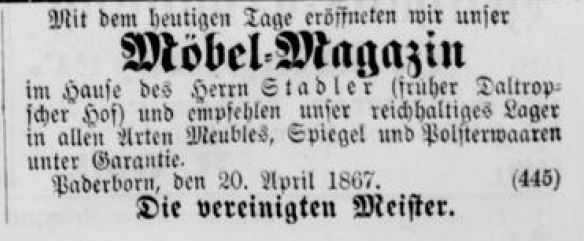
Inserat anlässlich der Eröffnung des Möbelmagazins der Vereinigten Meister im Hause des Herrn Stadler im Westfälischen Volksblatt Paderborn vom 20. April 1867

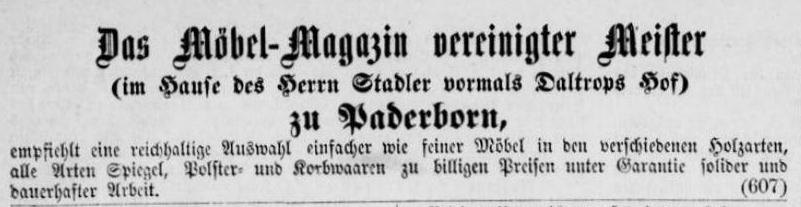
Werbeanzeige der Fa. Bernard Stadler im Westfälischen Volksblatt Paderborn vom 8. Juni 1867

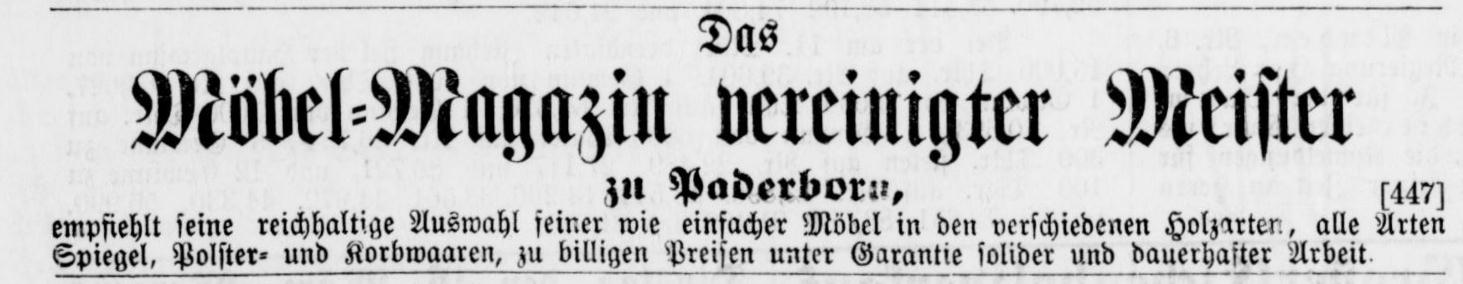
Werbeanzeige der Fa. Bernard Stadler von März 1869

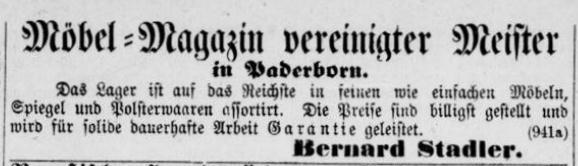
Werbeanzeige der Fa. Bernard Stadler im Westfälischen Volksblatt Paderborn vom 30. März 1872

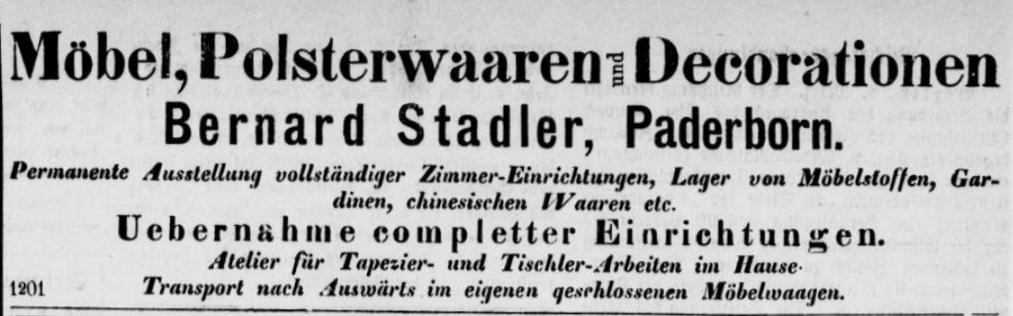
Werbeanzeige der Fa. Bernard Stadler im Sauerländischen Anzeiger vom 8. März 1888

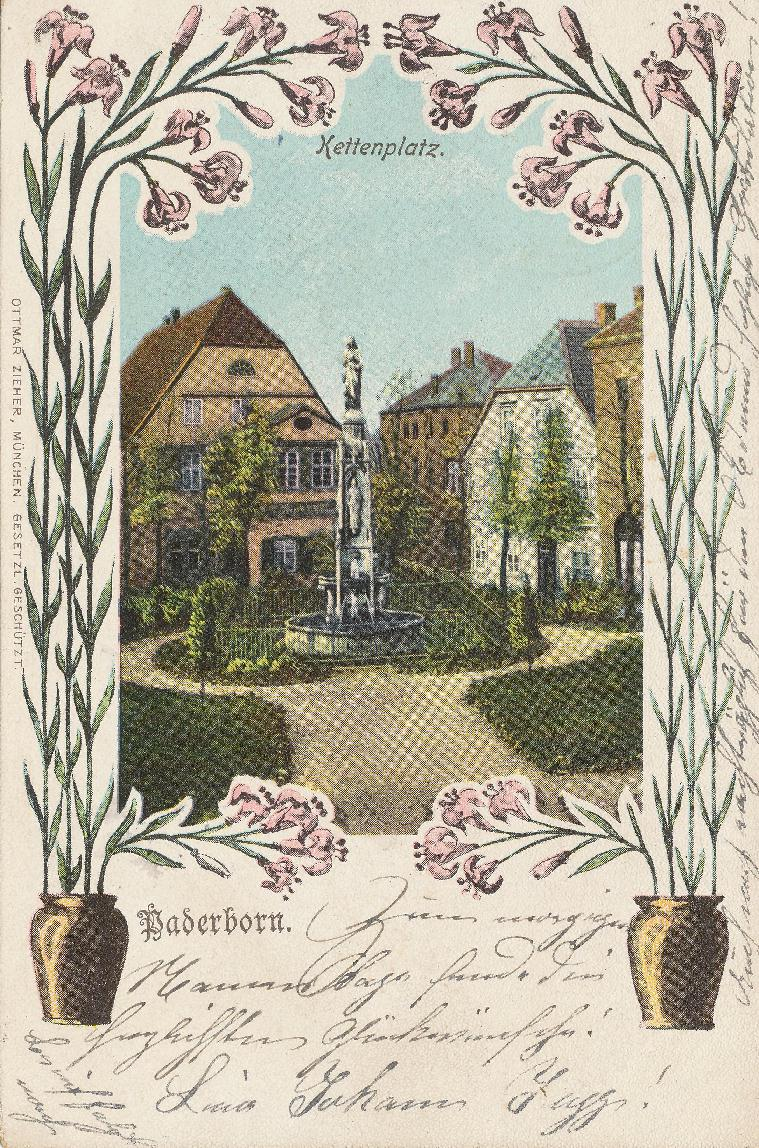
Ansicht des Kettenplatzes Ende der 1890er Jahre mit der 1893 veränderten Mariensäule. Links die Fa. Bernard Stadler, noch ohne aufgestockten Erker und die markanten, großen Schaufenster. Rechts die Restauration „Unter den Linden Adolf Neumann“.

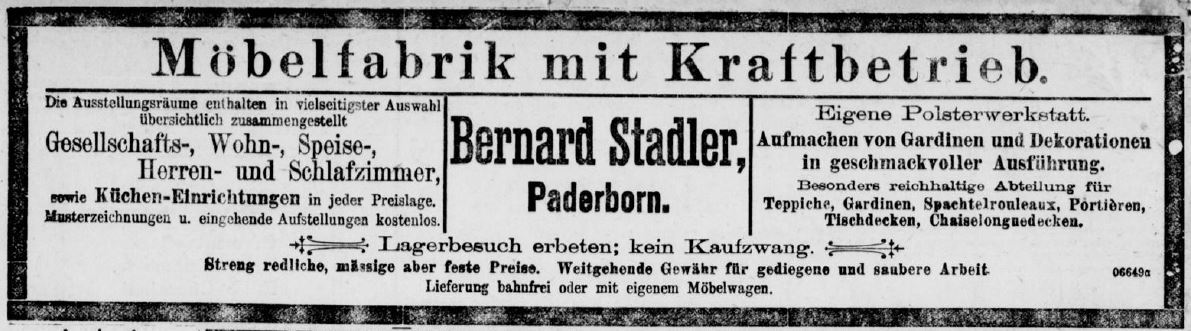
Werbeanzeige der Fa. Bernard Stadler im Westfälischen Volksblatt Paderborn vom 25. Oktober 1903.

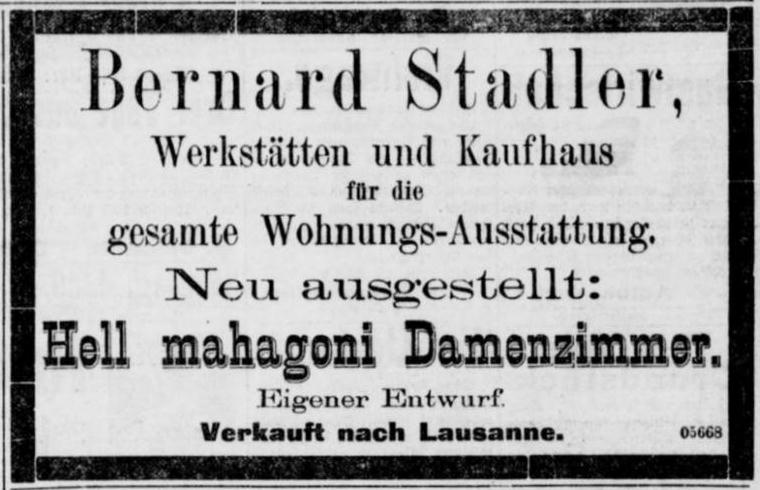
Werbeanzeige der Fa. Bernard Stadler im Westfälischen Volksblatt Paderborn vom 27. Juli 1906

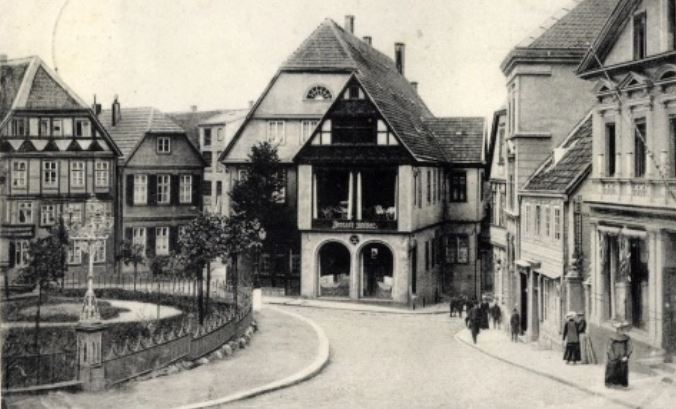
Ansicht der Werkstätten Bernard Stadler am Marienplatz 1905, aus südöstlicher Richtung

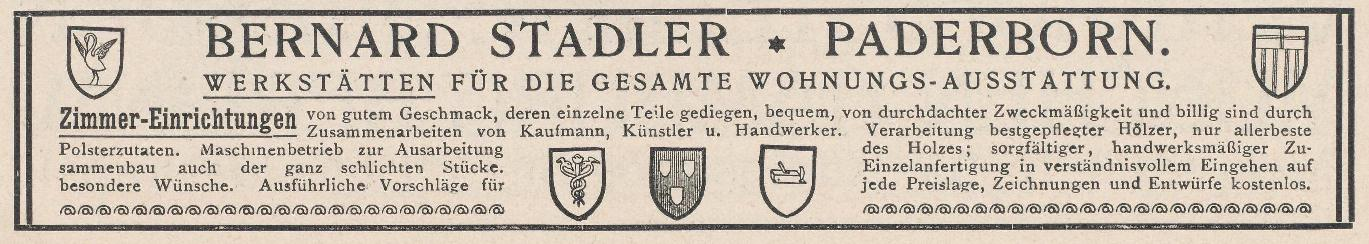
Werbeanzeige der Fa. Bernard Stadler von November 1908

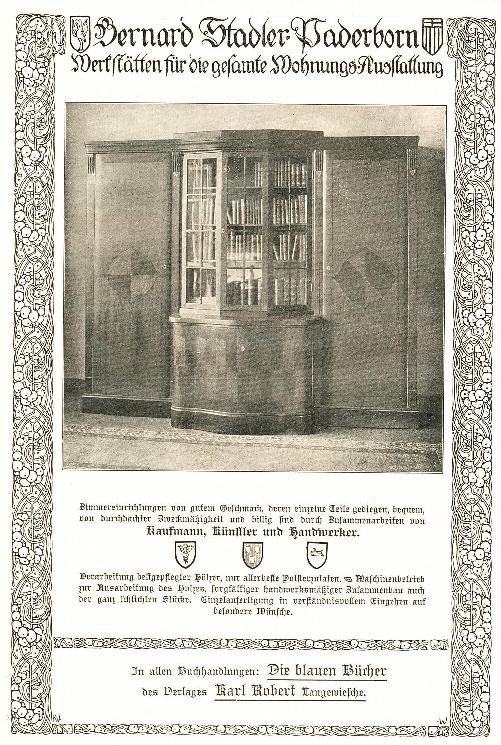
Werbeanzeige der Fa. Bernard Stadler von August 1909

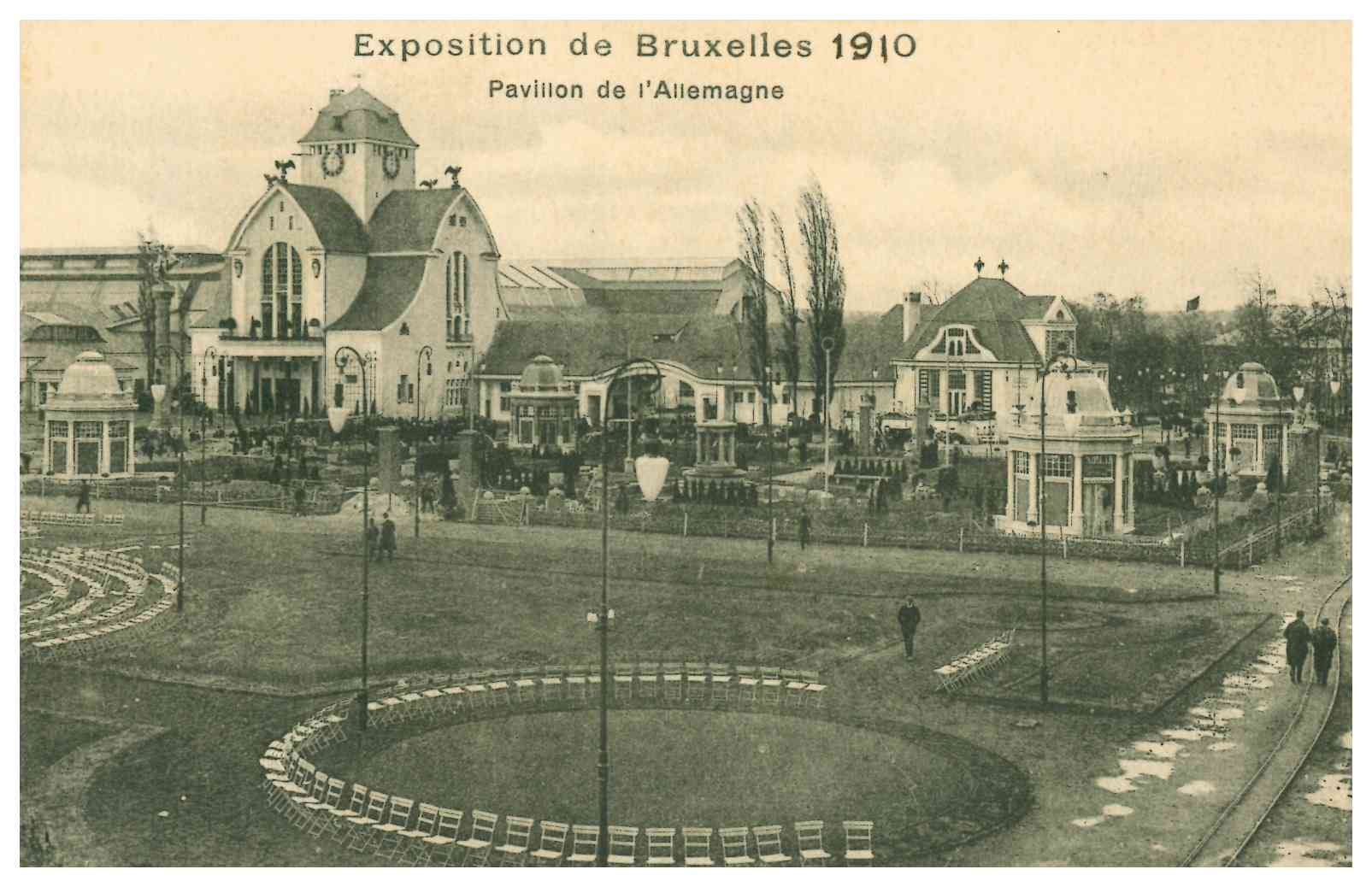
Ansicht des Hauptgebäudes (Deutsches Haus) der deutschen Abteilung während der Weltausstellung in Brüssel 1910

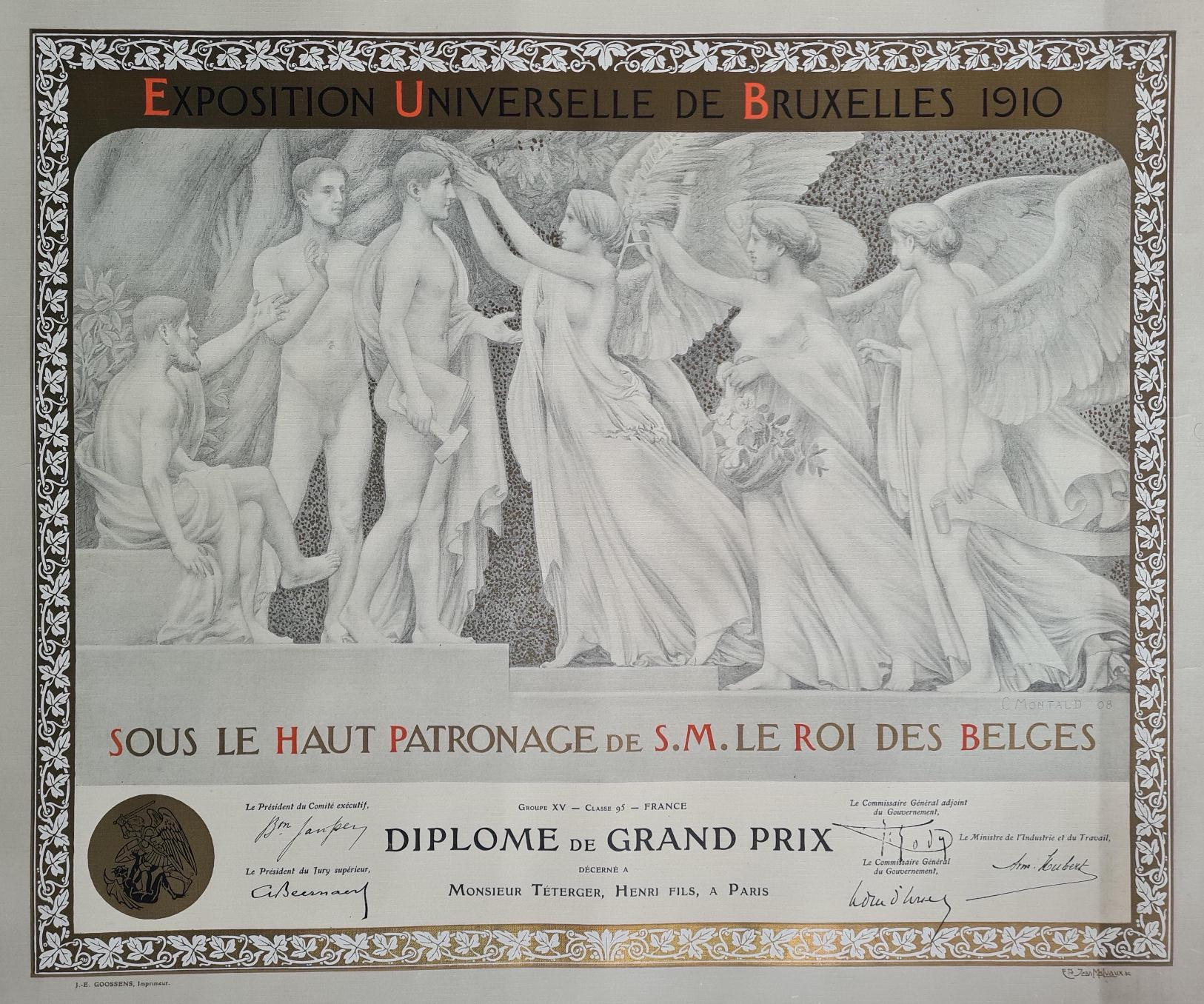
„Diplome de Grand Prix“, zweifach verliehen während der Weltausstellung in Brüssel 1910 an die Fa. Bernard Stadler Paderborn. Hier das Exemplar des Artiste Joaillier Téterger Henry Fils, Paris.

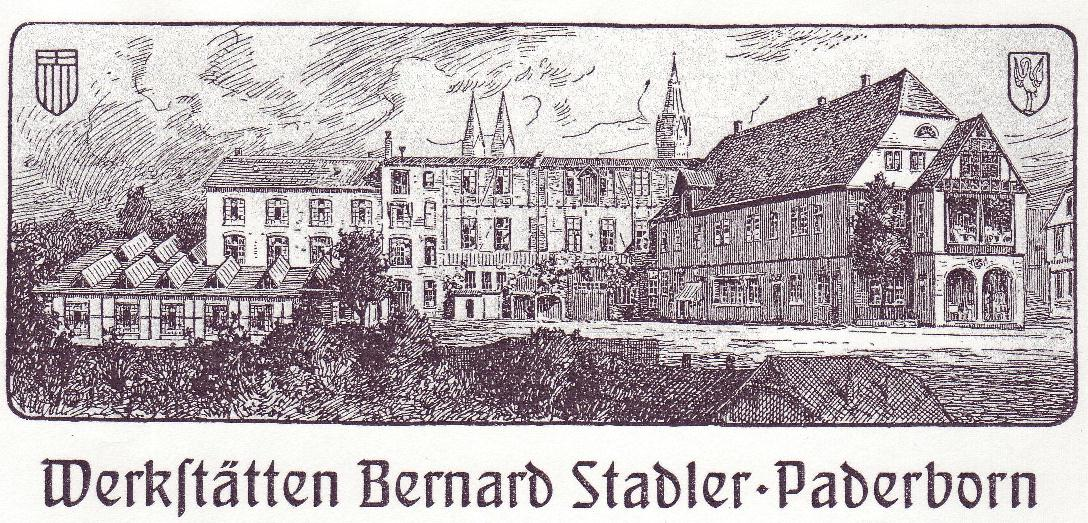
Ansicht der Fa. Werkstätten Bernard Stadler von Südwesten (Briefkopf, Dokument datiert 1911) noch ohne den 1913 errichteten Schornstein des Kesselhauses

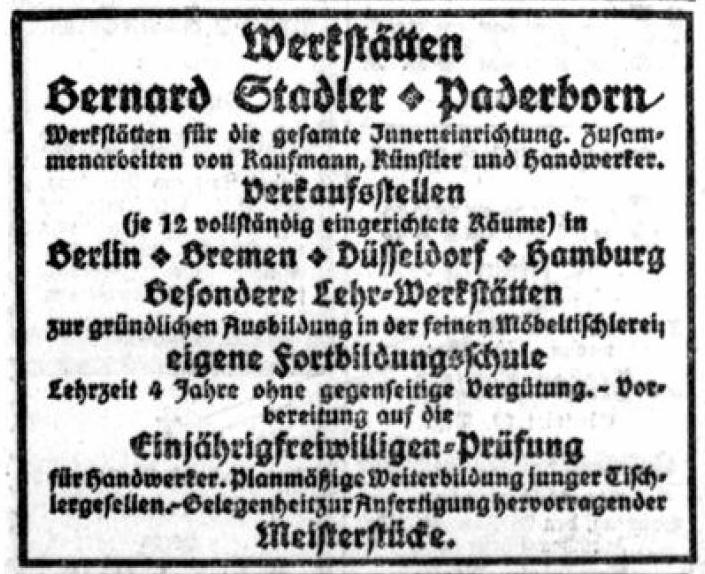
Werbeanzeige der Fa. Bernard Stadler von Januar 1912

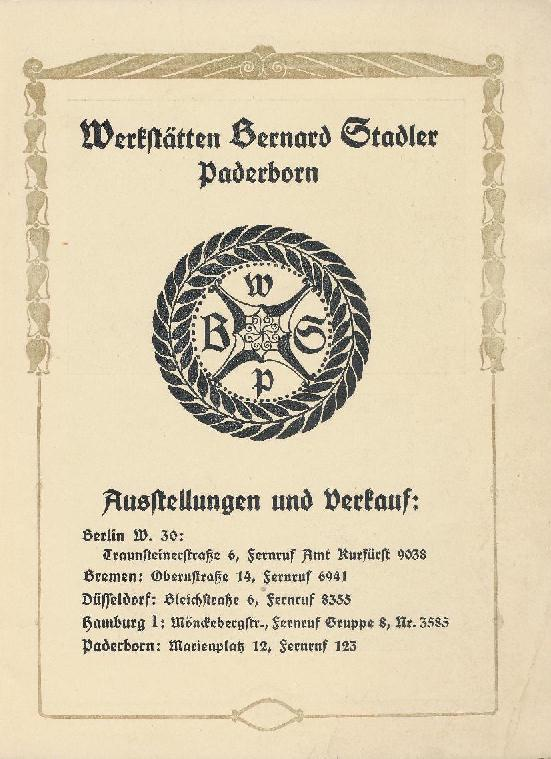
Katalogseite der Fa. Bernard Stadler, April 1912

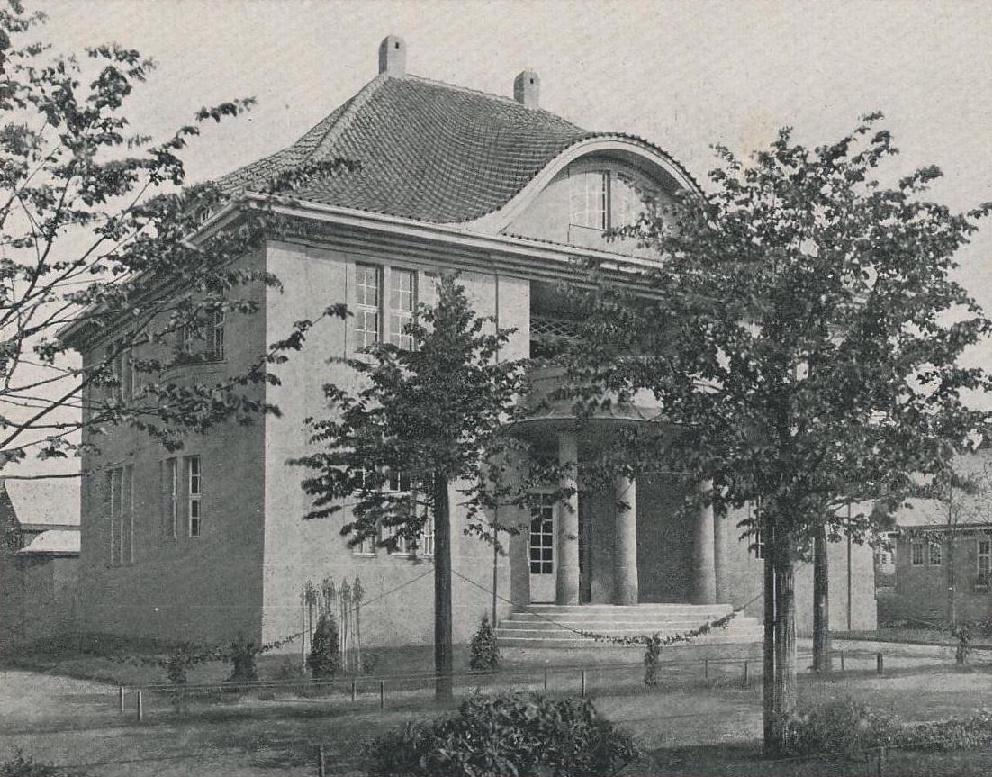
Das Haus Polich-Stadler während der Internationalen Baufach-Ausstellung (IBA) Leipzig 1913

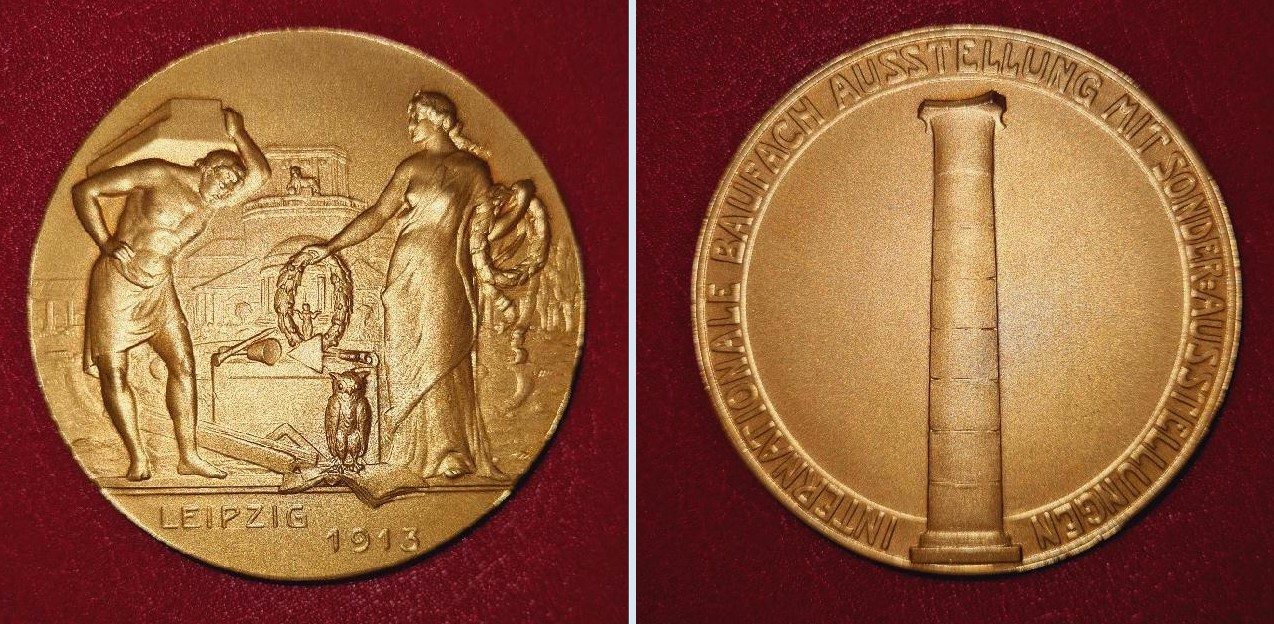
Goldmedaille der IBA Leipzig 1913, verliehen während der Internationalen Baufach-Ausstellung in Leipzig 1913 an die Fa. Bernard Stadler Paderborn.

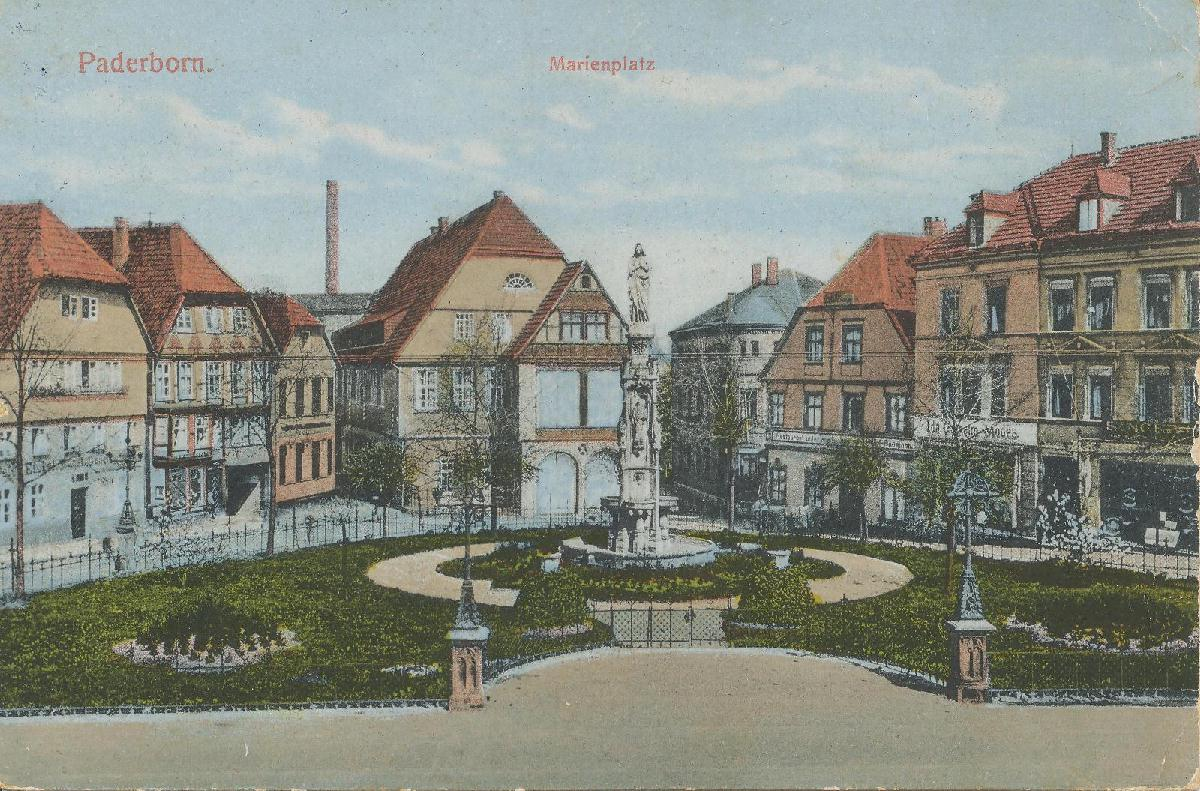
Ansicht des Marienplatzes von der Westernstraße aus. Mittig das alte Haupthaus der Fa. Bernard Stadler. Links davon der Schornstein des 1913 erbauten Kesselhauses.

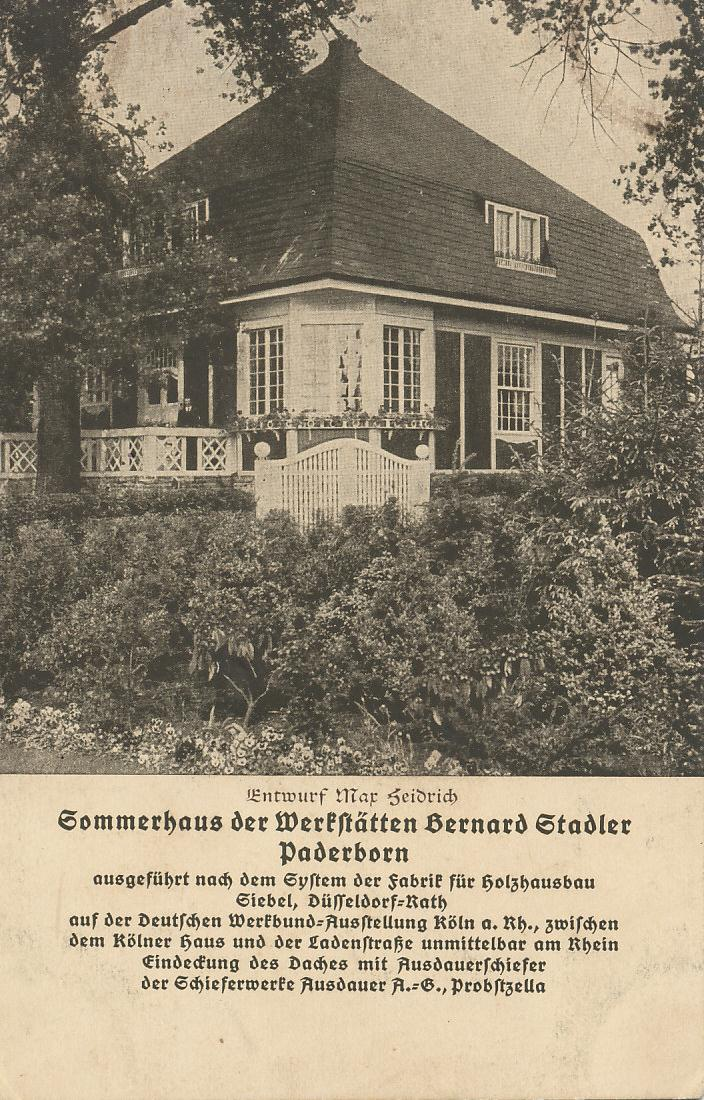
Das Sommerhaus der Werkstätten Bernard Stadler während der Deutschen Werkbund-Ausstellung Köln 1914

### 1863 bis 1887: Gründung, Destillation und Möbelmagazin Vereinigter Meister
Am 31. Dezember 1863 erwarb Bernard Stadler die Daltrop’sche Besitzung, die seit 1764 im Besitz der langjährigen Postmeisterfamilie Daltrop war. Familie Daltrop betrieb dort von 1764 bis 1826 das fürstbischöfliche, später dann königliche Postamt nebst Posthalterei. Damit verbunden bestand von 1764 bis 1860 der Gasthof „Zum Römischen Hofe“, der weit über die Grenzen Paderborns hinaus ein sehr gutes Renommee genoss, so dass auch Johann Wolfgang von Goethe, auf Durchreise nach Weimar, am 12. Dezember 1792 am Kettenplatz speiste. Auch der preußische Kronprinz Friedrich Wilhelm, der spätere König Friedrich Wilhelm IV, sowie zahlreiche Mitglieder der preußischen Königsfamilie (Prinz Albrecht von Preußen, Prinz August von Preußen, Prinz Friedrich von Preußen) logierten wiederholt mit Gefolge am Kettenplatz. Erbaut wurde die Besitzung vor 1632 von dem fürstbischöflichen Kanzler Konrad Wippermann mit seiner Frau Beatrix Nagel. Nach deren Tod erwarben es die Freiherren von Brenken, die es dann 1764 an Familie Daltrop verkauften.
Kaufmann Bernard Stadler begann zunächst als Destillation (sein Vater: Kaufmann Arnold Stadler, Destillerie Stadler; sein Schwiegervater: Otto Dieckhoff, Brennerei Otto Dieckhoff).
Der Eintrag in das Firmenregister des Königlichen Kreisgerichts Paderborn erfolgte unter der Firmierung „Bernard Stadler“ am 11. Februar 1865 mit Paderborn als Ort der Niederlassung. Unternehmensinhaber war Kaufmann Bernard Stadler in Paderborn. Bernard Stadler fungierte bis zur altersbedingten Niederlegung des Amtes am 14. Oktober 1898 auch lange Jahre als Stadtverordneter der Stadt Paderborn. Er war zudem Mitbegründer und eines der ersten Vorstandsmitglieder des am 24. Juli 1888 gegründeten „Verschönerungsvereins Paderborn“ (des heutigen Heimatvereins Paderborn).
Zur Destillation kam mit Eröffnung am 20. April 1867 der Handel mit in der Region gefertigten Möbeln („Möbelmagazin Vereinigter Meister in Paderborn“) hinzu.

### 1888 bis 1913: Vom Atelier für Tischlerarbeiten zur Möbelfabrik mit Fortbildungsschule und eigenen Verkaufsniederlassungen
Ende der 1880er Jahre trat Tischlermeister Johannes Meinolph Rhode, später Obermeister und Werkführer, als erster Tischler in das Unternehmen ein. Hier fand das „Atelier für Tapezier- und Tischlerarbeiten“ seinen Anfang.
1895 trat Otto Stadler nach abgeschlossenen juristischen, volkswirtschaftlichen, kunsthistorischen und philosophischen Studien sowie der Referendarzeit als Jurist in das väterliche Geschäft ein (seit 1899 mit Prokura). Er hatte klare Ziele vor Augen, die er, Jahrgang 1865, Jurist und Kaufmann, in enger Zusammenarbeit mit Tischlermeister Johannes Meinolph Rhode, Jahrgang 1862, umsetzte.
1898 wurden „vollständige Musterzimmer in vielseitiger Auswahl, größtes Teppichlager“ sowie die eigene Polsterwerkstatt und Tischlerei beworben.
Bernard Stadler zog sich Ende 1898 alters- und krankheitsbedingt von seinen Verpflichtungen im Unternehmen wie auch im Stadtverordnetenkollegium zurück.
1899 wurden die angebotenen Möbel dann gemäß Inserat teils in der eigenen Tischlerwerkstatt angefertigt.
Spätestens 1903 erschien in der Werbung auch die Bezeichnung Möbel-Fabrik mit Kraftbetrieb. Ein Sauggasmotor trieb die Holzbearbeitungsmaschinen an. An 25 Bänken bauten gelernte Tischler unter Leitung eines erfahrenen Werkmeisters die Möbel zusammen. Zudem verfügte man zu diesem Zeitpunkt bereits über eine eigene Möbellackiererei. Neben Wohnmöbeln baute man Uhren sowie in Kooperation mit dem Hause Ibach auch Klaviere und Flügel.
Zusammen mit den Vereinigten Werkstätten für Kunst im Handwerk in München, den Deutschen Werkstätten Hellerau, den Dresdner Werkstätten für Handwerkskunst, der Wiener Werkstätte, den Dresdner Werkstätten für Deutschen Hausrat, den Werkstätten für Wohnungseinrichtungen in München und den Saalecker Werkstätten in Saaleck sowie zahlreichen anderen gehörten die Werkstätten Bernard Stadler in Paderborn zur Reformbewegung des Kunstgewerbes als Gegenbewegung zu der seit Mitte des 19. Jahrhunderts aufgekommenen industriellen Massenproduktion unter der damals verbreiteten Verwendung von Stilmerkmalen des Historismus („Nachahmen“). Angestrebt wurden eine Klarheit und funktionsgerechte Gestaltung von Möbeln, Gegenständen des Alltags und Räumen bei einer den spezifischen Bedingungen der maschinellen Produktion angepassten Gestaltungsweise („neue Gesinnung“). Wegbereiter war hier auch die britische Arts-and-Crafts-Bewegung.
Seit 1905, vor dem Tod des Unternehmensgründers Bernard Stadler (1906), verfolgte Sohn Otto Stadler die grundsätzliche Umstellung auf den neuzeitlichen Geschmack. Im Sommer 1905 stellte er den Innenarchitekten Max Heidrich, Jahrgang 1876, ein, der zunächst als Möbelzeichner, und ab 1910 bis Sommer 1923 als entwerfender Künstler exklusiv für die Werkstätten Bernard Stadler tätig war.
Die Dritte Deutsche Kunstgewerbeausstellung Dresden 1906 stellte einen bedeutenden Durchbruch dar. Da man als Fabrikant und Händler nur im Rahmen einer Kooperation mit Künstlern ausstellen konnte, führte die Ausstellung nach Beendigung jedoch zu einem Streit und 1907 schließlich zur Gründung des Deutschen Werkbundes. Daher waren die Werkstätten Bernard Stadler nicht als Aussteller vor Ort, sondern lediglich mit einem ganzseitigen Inserat im Ausstellungskatalog vertreten.
Mit dem Tod Bernard Stadlers am 7. Oktober 1906 ging der Unternehmensbereich der Stadler’schen Großdestillation an die Tochter Margaretha Stadler, verheiratet mit Carl Heising (Heising’sches Haus). Die Möbelwerkstätten führte fortan Sohn Otto Stadler als Inhaber. Seine Schwester Theresia Stadler agierte seit 1915 als Prokuristin.
Es folgten vielseitige Aktivitäten zur Weiterentwicklung der Werkstätten, so auch eine Ausstellung in der Kunstgewerbehalle in der Orangerie der Flora Köln 1907. Hier beteiligte man sich in Form einer aus vier Zimmern bestehenden Wohnung zum Preis von 3.000 Mark sowie ein von Dr. Paul Klopfer in Holzminden entworfenes großes Damen-Arbeitszimmer. Dies wurde in der Fachpresse kommentiert: „Dabei sind alle diese Möbel aber in Aufbau und Ausführung so gediegen und untadelig gearbeitet, dass sie sich stolz neben allem zeigen können, was an neuzeitlichen Einrichtungen dieser Preislage bisher geschaffen wurde“.
„Rühmend aber wäre endlich der kleinen Folge von Zimmern zu gedenken, die die Firma B. Stadler (Paderborn) ausgestellt hat. […] Es trägt nicht wenig zu dem günstigen Gesamteindruck bei, dass diese Möbel so trefflich und exakt gearbeitet sind; die technische Sauberkeit der Ausführung folgte den Intentionen der Künstler mit einer Sicherheit, die nur durch lange Übung erreichbar ist.“
In der Zusammenarbeit von Kaufmann, Künstler und Handwerker sah Otto Stadler die Zukunft. Schon 1905 fand sich die Aussage der „Zusammenarbeit von Künstler, Handwerker und Kaufmann“ in der Unternehmenswerbung. Dies entsprach den Bestrebungen des Deutschen Werkbunds, den das Unternehmen Werkstätten Bernard Stadler am 5. Oktober 1907 mitbegründete und im Vorstand desselben vertrat. Die Satzung desselben definiert die Zielsetzung im Gründungsjahr wie folgt: „Der Zweck des Bundes ist die Veredelung der gewerblichen Arbeit im Zusammenwirken von Kunst, Industrie und Handwerk durch Erziehung, Propaganda und geschlossene Stellungnahme zu einschlägigen Fragen.“
Schon vor der Teilnahme an der Weltausstellung in Brüssel 1910 wurde das Unternehmen auch international beachtet, so dass es 1908 im The Studio – Year-Book of Decorative Art 1908 besprochen wurde. Die Werkstätten Bernard Stadler wurden wiederholt in namhaften Fachzeitschriften vorgestellt, und Max Heidrich galt neben Peter Behrens, Henry van de Velde u. a. als einer der prägenden Entwerfer seiner Zeit.
Von Anfang März bis zum 30. März 1909 stellte man im Landesmuseum in Münster zwei „Studentenbuden“ aus, die als „gediegene Handwerksarbeit und künstlerische Phantasie“ bewertet wurden.
Im Frühjahr 1909 organisierte der Deutsche Werkbund kurzfristig die Teilnahme an der interkonfessionellen Ausstellung für Christliche Kunst in Düsseldorf mit insgesamt sieben Räumen (Säle 20 und 20 a bis 20 f). Die Möbel für Raum 20 f, ein Lesezimmer, stellten die Werkstätten Bernard Stadler.
Von 1909 bis 1910 fertigte das Unternehmen Teile der Innenausstattung des Erholungsheim für Eisenbahnbeamte in Bad Karlshafen.
Zum 22. Dezember 1909 waren 67 Menschen beschäftigt: 1 Polstermeister, 4 Tischlermeister, 2 Zeichner, 45 Gesellen, 14 Tischler-Lehrlinge, 1 Knecht. Die Betriebskraft setzte sich zusammen aus einer Dampfmaschine von 16 Pferdestärken mit Trockenvorrichtung sowie einem Sauggasmotor mit 20 Pferdestärken.
Der Vertrieb der hergestellten Möbel erfolgte ausschließlich direkt. Im Januar 1910 folgte die Eröffnung der ersten Verkaufsfiliale außerhalb Paderborns, am Standort Berlin, Traunsteiner Straße 6.
1910 stellten die Werkstätten Bernard Stadler auf der Weltausstellung in Brüssel aus. Drei von etwa 30 einzurichtenden Zimmern überließ das Deutsche Reich den Werkstätten Bernard Stadler. Im Erdgeschoss des Hauptgebäudes (Deutsches Haus) wurde das Arbeitszimmer des Reichskommissars und im Gebäude Raumkunst und Kunstgewerbe das Sprechzimmer sowie das Wartezimmer eines Arztes ausgestellt. Hierfür wurde das Unternehmen mit zwei Großen Preisen in der Gruppe 12, Dekoration und Ausstattung von öffentlichen Gebäuden und von Wohnräumen, ausgezeichnet:
- Klasse 66: Feste Dekoration von öffentlichen Gebäuden und von Wohnräumen: Großer Preis („Diplome de Grand Prix“).

- Klasse 69: Wohlfeile und Luxusmöbel: Großer Preis („Diplome de Grand Prix“).

Hierzu bemerkte die Presse: „Es ist nicht üblich, dass auf Weltausstellungen einer Firma, die zum ersten Mal ausstellt, gleich der allerhöchste Preis verliehen wird.“ Man habe sich „eine führende Stellung im deutschen Kunstgewerbe gesichert“.
Max Heidrich wurde in der Klasse 66 mit dem Ehrendiplom („Diplome d’honneur“) ausgezeichnet.
Zum 28. Oktober 1910 wurde die Firmierung von „Bernard Stadler in Paderborn“ geändert auf „Werkstätten Bernard Stadler“.
Zu Weihnachten 1910 wurde die Verkaufsfiliale in Düsseldorf, Bleichstraße 6, eröffnet. Im März 1911 wurde eine weitere Verkaufsfiliale in Bremen, Obernstraße 14, eingerichtet. 1912 folgten zwei weitere Anlaufpunkte im Vertriebsnetz der Fa. Bernard Stadler, und zwar im Mai 1912 in Hamburg, Mönckebergstraße 11, im Rappolthaus(ab Mai 1913 dann für Jahre in der Bergstraße 12 - 14), und im September 1912 in Leipzig, im Hause der Fa. August Polich, Schloßgasse 1–5 / Markgrafenstraße 2.
Somit wurden innerhalb von weniger als 3 Jahren fünf Verkaufsfilialen eröffnet, die den Produktions- und Verkaufsstandort Paderborn massiv stärkten und über jeweils 12 vollständig eingerichtete Räume verfügten. Im August 1912 wurden laut Otto Stadler allein am Standort Paderborn dann schon 250 Menschen beschäftigt.
Im Mai 1913 stellte man mit dem Haus Polich-Stadler, im Stil eines vornehmen Einfamilienhauses errichtet, auf der Internationalen Baufach-Ausstellung 1913 in Leipzig aus. Der Preis des Hauses ist mit 40.000 Mark, der der Innenausstattung mit etwa 60.000 Mark angegeben. Eine Pressestimme befand: „Hier ist m. E. das Höchste geschaffen, was die abgeklärte Innenraumkunst unserer Zeit zu leisten vermag, echte Werkbundkunst, die auch die letzten Gegner des modernen Stiles entwaffnen muß.“ Hierfür wurden die Werkstätten Bernard Stadler mit der höchsten Auszeichnung, der goldenen Medaille der IBA Leipzig 1913, ausgezeichnet. Auch dem Entwerfer Max Heidrich wurde hierfür die goldene Medaille zuerkannt.
An der viel beachteten Gewerbe-, Industrie- und Kunstausstellung in Paderborn (21. Juni 1913 bis 5. September 1913) nahm man, wohl infolge eines Konfliktes mit der Ausstellungsleitung, nicht teil, was mancherorts bedauert wurde.
Im Juli 1913 wurde der Bau eines Kesselhauses beantragt und umgesetzt. Seitdem prägte der Schornstein desselben die Silhouette am Weberberg in Paderborn.
Otto Stadler befasste sich über Jahre intensiv mit der Frage, ob sein Unternehmen nun als Fabrik oder Werkstätten einzuordnen wäre. Über das künftige Verhältnis von Handwerk und Industrie holte sich Otto Stadler Rat bei Hermann Muthesius, ebenfalls im Vorstand des Deutschen Werkbunds, der ihm am 4. April 1910 schrieb: „Sehr geehrter Herr Stadler! Die Anpassung der Begriffe Fabrik und Handwerk ist logischer Weise garnicht [sic!] durchzuführen, und jede Entscheidung wird Ungerechtigkeiten mit sich führen.“ Damit in engem Zusammenhang stand auch die Frage bzgl. der Mitgliedschaft in der Tischler-Zwangsinnung, die Otto Stadler ablehnte. So wurde seine Beschwerde gegen die Mitgliedschaft in der Tischler-Zwangsinnung durch den Magistrat der Stadt Paderborn am 18. Juni 1914 während der Sitzung der Handelskammer zu Arnsberg dieser zur Begutachtung vorgelegt. Die Beschwerde wurde als berechtigt anerkannt und das Unternehmen Werkstätten Bernard Stadler als fabrikmäßig bezeichnet.

### 1914 bis 1929: Erste Werkbundausstellung in Köln, Kriegsjahre, Schiffsausstattungen und Brandkatastrophe
Auf der Ersten Deutschen Werkbundausstellung 1914 in Köln stellte man dann das Leistungs- und Einrichtungsprogramm des Unternehmens mit dem Sommerhaus der Werkstätten Bernard Stadler Paderborn vor (ausgeführt nach dem System der Fabrik für Holzhausbau Siebel in Düsseldorf-Rath, die auch auf der Weltausstellung in Brüssel 1910 ausstellte und dort mit einem Großen Preis sowie einer Silbernen Medaille ausgezeichnet wurde) mit elf Zimmern, zu deren Einrichtung und Ausstattung der „Kölner Anzeiger“ bemerkte: „… man hinübergeht zu dem unter hohen Pappeln versteckten Sommerhaus, das die Werkstätten von Bernard Stadler (Paderborn), nach dem Entwurfe von Max Heidrich, neben dem Kölner Hause errichteten. Mit den guten Ecklösungen, der schlichten, wirkungsvollen Gliederung, den kleinen Terrassen und der wohlabgestimmten Dachlösung ist das ganze ebenso einheitlich wie mannigfaltig und freundlich einladend und hat den Ruf der Werkstätten wieder vollauf bewährt. […] Was das Aeußere verspricht, findet man dann im Innern bestätigt.“ Zudem lieferten die Werkstätten Bernard Stadler sämtliche Möbel und Vertäfelungen für das „Gelbe Haus“ von Bruno Paul, das wie folgt kommentiert wurde: „Das Haus ist mit das Schönste, was die Ausstellung zu bieten hat.“ Die Werkbundausstellung wurde vorzeitig im August 1914 wegen Beginns des Ersten Weltkriegs beendet. Otto Stadler diente während des Krieges als Offizier in einer Fußartillerie-Batterie.
In den Jahren bis zur Brandkatastrophe im Dezember 1928 gab es zahlreiche weitere Standorte, wobei die frühen Niederlassungen in Berlin, Düsseldorf und Hamburg neben Paderborn all die Jahre ununterbrochen das Herzstück der Fa. Bernard Stadler bildeten. Weitere Standorte waren: Kassel (1914), Bielefeld (1918), Bochum (1919), Hannover, Osnabrück, Frankfurt/Main (1922), Hagen in Westfalen (1922), Darmstadt (1925), Dortmund (1925) und Köln (1925).
Zum 8. Juli 1921 wurde das Unternehmen in eine Aktiengesellschaft umgewandelt.
In der Nacht des 8. November 1921 stand das Kesselhaus sowie das Holzlager in Flammen und konnte erfolgreich gelöscht werden.
1922 bildete der Empfangsraum des Direktors der Seidenweberei Hermanns & Kürten, Bielefeld, das Exponat während der Deutschen Gewerbeschau 1922 in München. Es war der einzige, vollständig als Zimmer durchgeführte Raum der Gewerbeschau.
Zwischen 1922 und 1923 trennten sich die beruflichen Wege der Werkstätten Bernard Stadler und des langjährigen Entwerfers Max Heidrich. Im März 1922 gründete er als Mitgesellschafter die „Max Heidrich, Lüffe & Co. Gesellschaft mit beschränkter Haftung“ (bestand bis zur Löschung von Amts wegen im Dezember 1925). Im Sommer 1923 trennten sich die Wege dann auch in der Firmenwerbung.  Im Oktober 1925 gründete Max Heidrich wiederum als Mitgesellschafter die Fa. „Echterbecker, Koch & Co. m.b.H. Max Heidrich Hausrat“ (bestand bis Mai 1927) und im Juni 1927, gemeinsam mit seiner Tochter, die „Heidrich-Hausrat GmbH“ (bestand bis März 1930), worin sich mehrere Tischlereien unter seiner Geschäftsführung zusammenschlossen.
Ab 1925 kam in den Werkstätten Bernard Stadler der Firmenbereich Schiffsausstattungen hinzu. Die HAPAG-Passagierschiffe „Hamburg“ (1926), „New York“ (1927), „Orinoco“ (1928), „Magdalena“ (1928), „St. Louis“ (1929) und „Milwaukee“ (1929) sowie die „Kungsholm“ (1928) der Svenska Amerika Linien und die „Bremen“ (1929) des Norddeutschen Lloyd wurden zum Teil, die Rheindampfer „Vaterland“ (1926) und „Juliana Prinses der Nederlande/Juliana“ (1928) komplett durch das Unternehmen eingerichtet. Auch der Maler und Grafiker Willi Becker arbeitete in den Jahren 1926 bis 1928 für Otto Stadler an Schiffsausstattungen. 
Ab September 1926 bis zu den Großbränden wurde die Position der künstlerischen Leitung im Haus Bernard Stadler dem Professor der Kunstgewerbeschule Bielefeld, Paul Griesser, anvertraut. Dieser  schickte ab Oktober 1927 seinen vormaligen Schüler, den Architekten Carl Orth, Jahrgang 1903, Mitglied im Deutschen Werkbund, als seinen Vertreter nach Paderborn.
Am 19. und 22. Dezember 1928 zerstörten zwei Großbrände den gesamten Unternehmenskomplex in Paderborn, der nicht wieder aufgebaut wurde. Vom ersten Brand am 19. Dezember 1928 wird berichtet: „Die Stadlersche Möbelfabrik steht in Flammen! Dieser Ruf ging heute mittag nach 1 Uhr wie ein Lauffeuer durch die Straßen der Stadt. […] Im Dachgeschoß des Hauptgebäudes hatte die Firma ein großes Stuhllager, das im Nu in hellen Flammen stand. Nach 2 Uhr stand so auch der ganze Dachstock des Hauptgebäudes in hellen Flammen und eine viele Meter hohe Feuersäule reckte sich über die Umgebung empor.“
Eine Schilderung des Ausbruchs des zweiten Brandes am 22. Dezember 1928: „Am Samstag früh zwischen 3 und 4 Uhr ertönten in der Stadt abermals Feuersignale. Der nächtliche Himmel war wie glutrot in weitem Kreise überzogen: ein ganzer Stadtteil schien in Flammen gehüllt zu sein. Trotz der Nachtstunde war die Bevölkerung Paderborns zu Tausenden nach der Brandstätte geeilt, wo sich den Zuschauern ein schaurig-schönes Bild bot. […] Ein so furchtbares Brandunglück hat Paderborn seit dem letzten großen Ükernbrand nicht mehr erlebt.“
Neben dem Haus Marienplatz 14 blieb lediglich das Wohnhaus Bachstraße 3, ebenfalls Eigentum der Familie Stadler, neben den anderen Häusern an der Bachstraße unversehrt (darunter auch das heutige „Galerie-Hotel“). Dieses Eigentum wurde in die Liquidation des Unternehmens nach dem Großbrand einbezogen. Das Wohnhaus in der Imadstraße (vormals das Güldenpfennig’sche Haus, Elternhaus von Ehefrau Bertha Stadler, geb. Güldenpfennig, Tochter des Diözesanbaumeisters Arnold Güldenpfennig), Eigentum der Erben Arnold Güldenpfennig, wurde bereits 1927 durch die Erbengemeinschaft veräußert. Der Jahresrückblick 1929 des Paderborner Anzeigers bemerkte zum Datum 17. Juni 1929: „Konkurserklärung der Möbelfabrik in Firma Werkstätten Bernard Stadler A.G., mit der Paderborn sein größtes und bedeutendstes industrielle Unternehmen verlor.“
Im März 1929 gründete sich, unter der künstlerischen Leitung des seit 1927 bis zu den Großbränden bei den Werkstätten Bernard Stadler als Entwerfer beschäftigen Architekten Carl Orth, die „Paderborner Holzkunstwerkstätten GmbH“ (bestand bis mindestens 1933), die das alleinige Recht erwarb alle Entwürfe der Werkstätten Bernard Stadler A.G. auszuführen (Entwürfe von Max Heidrich, Paul Griesser, Carl Orth und andere).
Die Brandstätte blieb unberührt, bis das Stadler’sche Anwesen (Gesamtgrundstücksfläche: 4.035 m²) am 9. März 1931 an ein Paderborner Konsortium verkauft wurde, das die Absicht äußerte, durch das Anwesen eine Wohnstraße zu bauen. Im Herbst 1931 stellte die Grundstückverwertungsgesellschaft Entwürfe und Lageplan der geplanten Verbindungsstraße Marienplatz–Weberstraße, erstellt von Architekt Max Heidrich, der bis 1923/1924 bei Fa. Bernard Stadler beschäftigt war, vor. Durch die Neustrukturierung des gesamten Areals zwischen Paderberg, Weberberg und Im Düstern entstand die heutige Marienstraße, die über das alte Unternehmensgelände verläuft. So eröffnete am 3. August 1935 unter der Adresse Marienplatz 16 auch das Residenz-Theater (Kino).
Otto Stadler verstarb am 11. Februar 1944 im Alter von 78 Jahren in Paderborn, auf den Tag genau 79 Jahre nach Eintrag des väterlichen Unternehmens in das Firmenregister.
Im Stadtgebiet Paderborn ist seit 1971 eine Straße nach Otto Stadler benannt (Otto-Stadler-Straße im Industriegebiet Auf dem Dören).
Firmierungen und Bezeichnungen in der Werbung im Laufe der Jahrzehnte waren:
- Bernard Stadler (Firmierung mit Eintrag in das Firmenregister per 11. Februar 1865 bis 28. Oktober 1910)[22]
- Möbelmagazin Vereinigter Meister (im Hause des Herrn Stadler vormals Daltrops Hof) zu Paderborn (1867)
- Möbelmagazin Vereinigter Meister zu Paderborn (1869 und 1870er Jahre)
- Möbelmagazin Bernard Stadler Paderborn (1880er Jahre)
- Bernard Stadler, Paderborn, Kettenplatz (1890er Jahre)
- Möbelfabrik Bernard Stadler, Paderborn (spätestens ab 1903 bis 1905)
- Bernard Stadler Paderborn – Werkstätten und Kaufhaus für die gesamte Wohnungs-Ausstattung (1905, 1906)
- Bernard Stadler Paderborn – Werkstätten für die gesamte Wohnungs-Ausstattung (1907, 1908, 1909)
- Werkstätten Bernard Stadler (Firmierung per 28. Oktober 1910 bis 16. Januar 1922)[96][119]
- Werkstätten Bernard Stadler, Aktiengesellschaft in Paderborn (Firmierung per 8. Juli 1921 bis 17. Juni 1929)[118]

## Private Tischlerfortbildungsschule der Werkstätten Bernard Stadler
Am 2. Juli 1908 beantragte Otto Stadler die Erlaubnis in Paderborn, Marienplatz 12, eine private Tischlerfortbildungsschule zu betreiben, die am 26. November 1908 durch den Regierungspräsidenten in Minden, Francis Kruse, erteilt wurde. Unter der Bezeichnung „Privat-Tischlerfortbildungsschule für die Lehrlinge der Werkstätten Bernard Stadler in Paderborn“ wurde diese zum 8. Januar 1909 eingerichtet und Ende Januar 1909 eine vollständige Wohnungseinrichtung, ausgeführt von den ersten sechs Lehrlingen von April 1908, ausgestellt. Hierdurch sicherte sich das Unternehmen einen qualifizierten Nachwuchs, der im Tischlerhandwerk Paderborns bis dahin mit jährlich 15 Lehrlingen bei etwa 50 Tischlermeistern, wie auch die Bereitschaft Lehrlinge auszubilden, eher gering ausfiel.
Die Fa. Bernard Stadler war „die erste, die in der Tischlerei die psychotechnische Eignungsprüfung einführte“. Zudem war sie „bahnbrechend für die Einführung des Berufsturnens“. Turnunterricht wurde von Anfang an gegeben. An dieser Stelle brachte Obermeister und Werkführer Johannes Meinolph Rhode seine langjährige Expertise im Turnwesen ein. Er war seit jungen Jahren im Paderborner Turnverein Germania aktiv (Eintritt: 1880, Turnwart seit 1886) sowie Mitbegründer des Ostwestfälischen Turngaues (1893), 16 Jahre Gauturnwart (1893 bis 1909) und 3 Jahre Gauvertreter (1909 bis 1912). Mehrfach wurde er zum Kampfrichter für das Deutsche Turnfest sowie für Kreis- und Gauturnfeste gewählt. Zudem setzte er seine Sportlichkeit seit April 1891 als Steiger ehrenamtlich als aktives Mitglied der Steigerabteilung in der Freiwilligen Feuerwehr Paderborn (Vorläufer der heutigen Berufsfeuerwehr der Stadt Paderborn) ein.
Die ersten sechs Lehrlinge von Ostern 1908 (begonnen am 1. April 1908) fertigten das Wartezimmer eines Arztes an, das auf der Weltausstellung in Brüssel ausgestellt wurde und mit dem Großen Preise (Grand Prix) ausgezeichnet wurde. Als Folge ist die Schule national und international besprochen worden.
1912 umfasste die Schule folgende Aus- und Fortbildungsmöglichkeiten:
Besondere Lehr-Werkstätten zur gründlichen Ausbildung in der feinen Möbeltischlerei. Eigene Fortbildungsschule. Lehrzeit 4 Jahre ohne gegenseitige Vergütung. Vorbereitung auf die Einjährig-Freiwilligen-Prüfung für Handwerker. Planmäßige Weiterbildung junger Tischlergesellen. Gelegenheit zur Anfertigung hervorragender Meisterstücke.
Das Landesgewerbeamt verzeichnete für 1914 in ganz Preußen nur 14 Werkschulen, die nicht zu Hüttenbetrieben gehörten. Zu diesen 14 Werkschulen gehörten neben der der Fa. Bernard Stadler auch die Schulen der Unternehmen Ludwig Loewe & Co. Berlin, Henschel & Sohn Kassel, Windhoff & Co. Rheine/Westfalen, Siemens & Halske Berlin-Siemensstadt und Villeroy & Boch Mettlach.

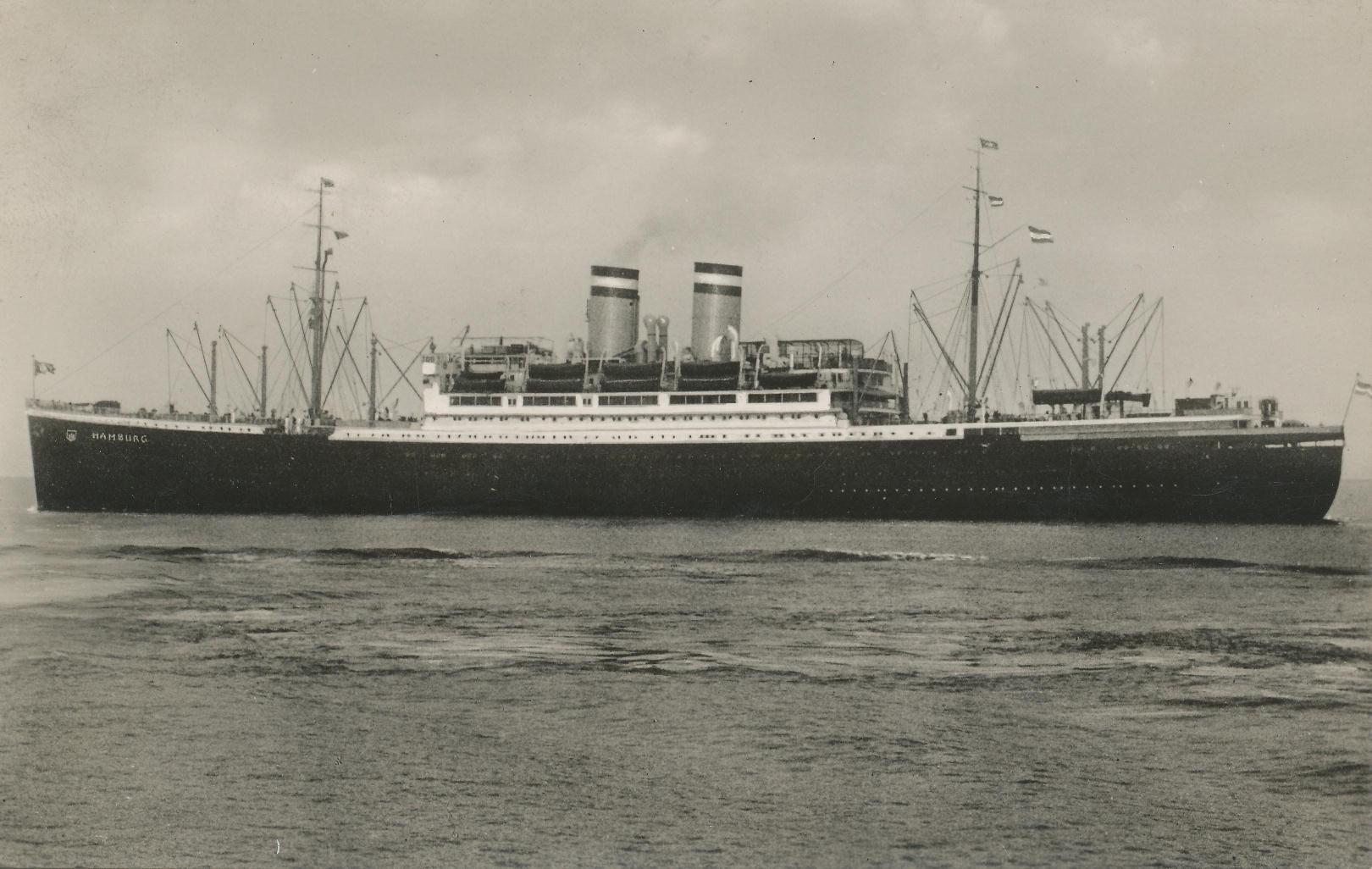
Der HAPAG-Dampfer HAMBURG (1926), dessen Ausbauten nicht unwesentlich durch die Werkstätten Bernard Stadler ausgeführt worden sind

In der Zeit vom 28. Juni 1924 bis 11. Juli 1924 fand im Rathaussaal Paderborn eine Ausstellung der Schule statt, die den Lehrgang, Zeichnungen, 20 Gesellenstücke, 2 Meisterstücke sowie die psychotechnische Eignungsprüfung umfasste und aufgrund sehr regen Besuches verlängert wurde.
Am 4. Januar 1925 brannten die Lehrwerkstatt sowie ein größeres Lagerhaus der Fa. Bernard Stadler, in der Nähe der Infanterie-Kaserne gelegen, nieder. Ersatzräume wurden zügig geschaffen, so daß der Fortbestand der Schule gesichert war.
1925 wurden 150 Lehrlinge von fünf Lehrmeistern und fünf Lehrern in den Fächern Fortbildung, Zeichnen, Turnen, Gesang, Volkswirtschaft, Staatskunde, Kulturgeschichte und Literatur, sowie Lebenskunde unterrichtet. Die Auswahl erfolgte über eine Aufnahmeprüfung. Der langjährige Paderborner Stadtbaurat Paul Michels fand hierzu die folgenden Worte: „Diese Schule steht nach Größe und Leistung im ganzen deutschen Tischlergewerbe einzig da. Das ist auch vom Staate anerkannt, indem ihr allein ein eigener Ausschuss für die Gesellenprüfung zugestanden wurde.“
Zusammenfassend sagte Otto Stadler über seine Werkschule: „Der junge Mensch soll lernen, sich geistig zurecht zu finden. Er soll seine Tätigkeit – und wäre es die unscheinbarste – einzureihen verstehen in die Kette der Produktionsvorgänge und die Gesamtverflechtungen des gesellschaftlichen Lebens. Lernen, dass jede Arbeit notwendig ist zur Erhaltung des Ganzen, das gibt der Arbeit und dem Arbeiter-Dasein den Sinn zurück, dessen Verlust heute als der Kern des industriell-sozialen Problems angesehen wird.“

Weitere Werbeanzeigen im Laufe der Jahre:
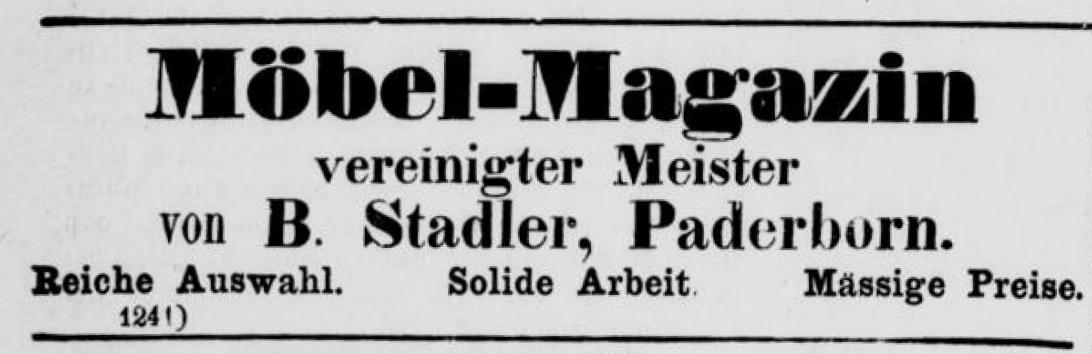
Werbeanzeige der Fa. Bernard Stadler von Oktober 1876
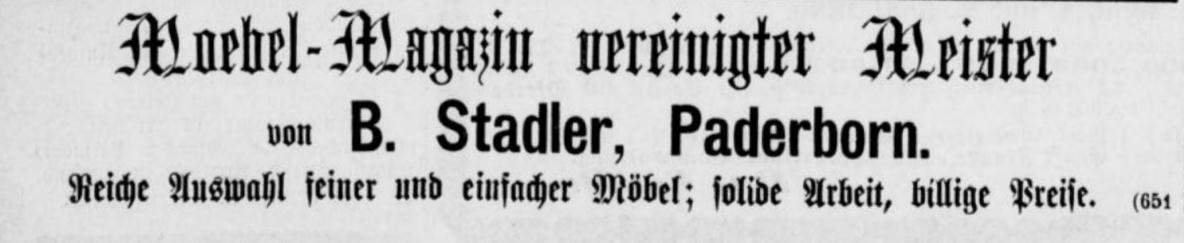
Werbeanzeige der Fa. Bernard Stadler von April 1880
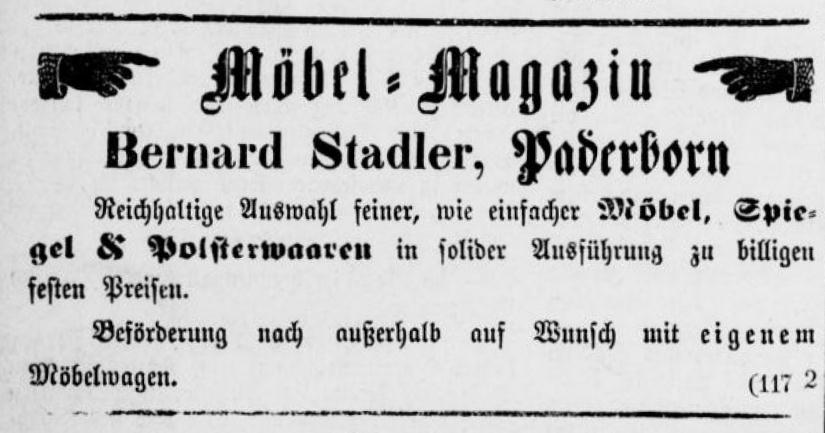
Werbeanzeige der Fa. Bernard Stadler von September 1883
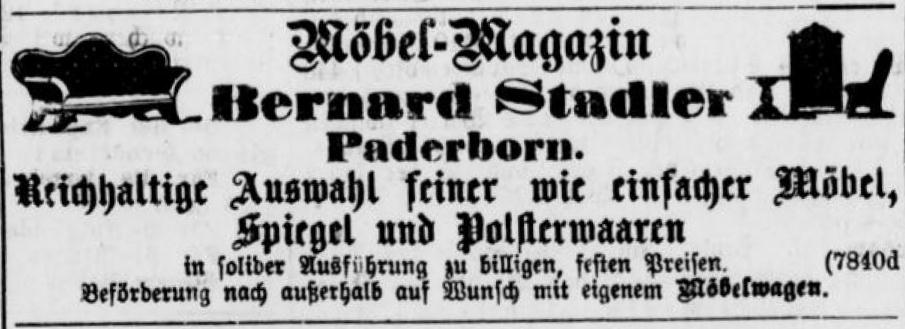
Werbeanzeige der Fa. Bernard Stadler von September 1883
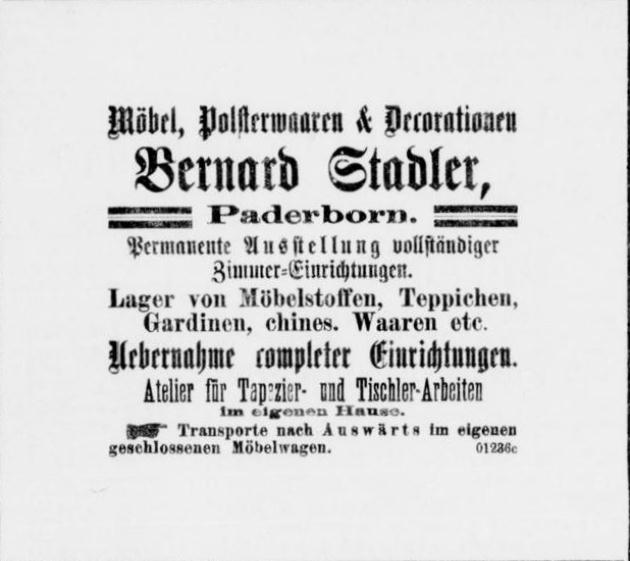
Werbeanzeige der Fa. Bernard Stadler von März 1888
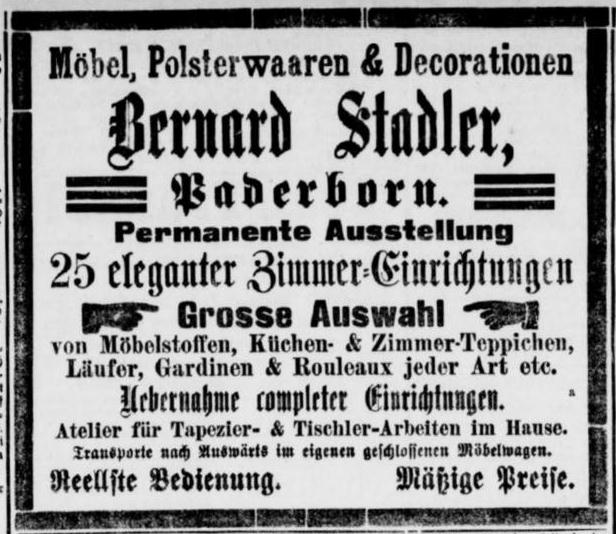
Werbeanzeige der Fa. Bernard Stadler von September 1890
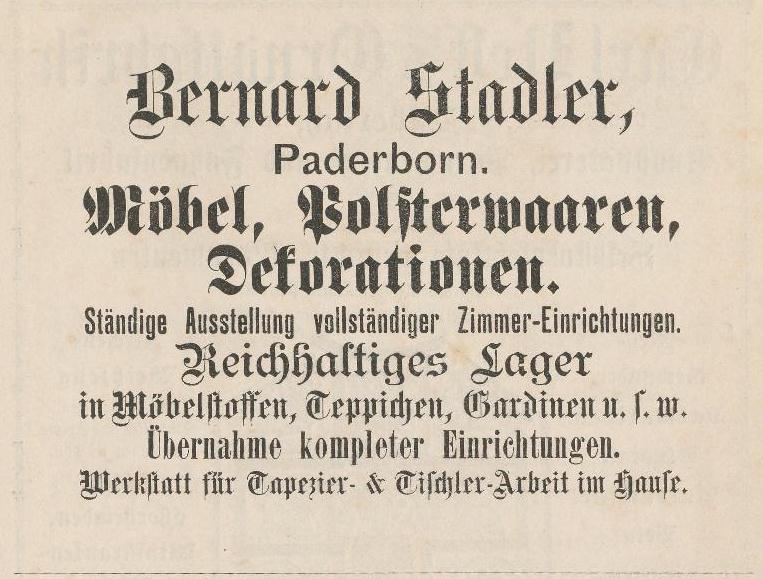
Werbeanzeige der Fa. Bernard Stadler von Juni 1893.
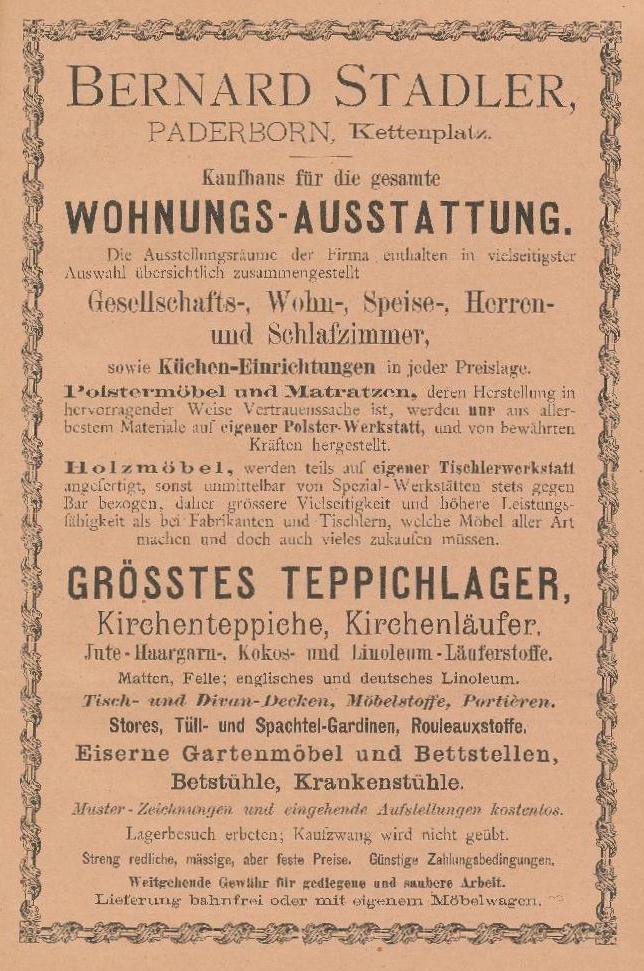
Werbeanzeige der Fa. Bernard Stadler von Juni 1899.
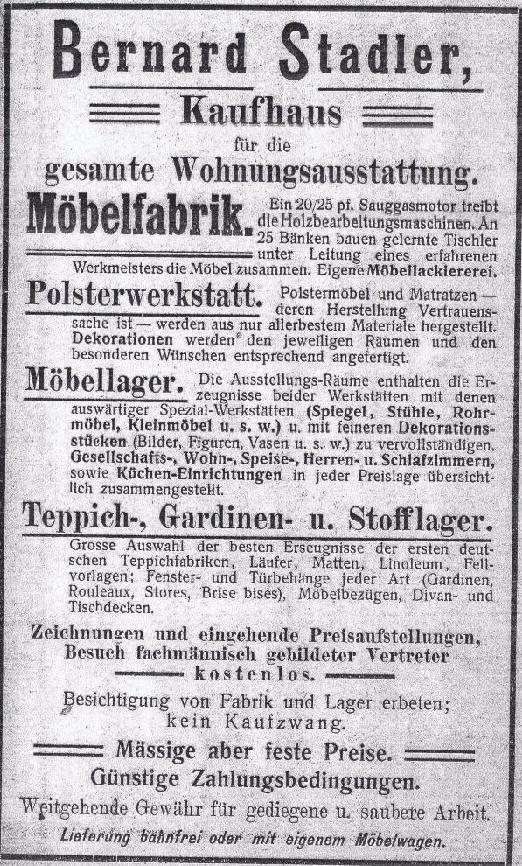
Werbeanzeige der Fa. Bernard Stadler von 1903.
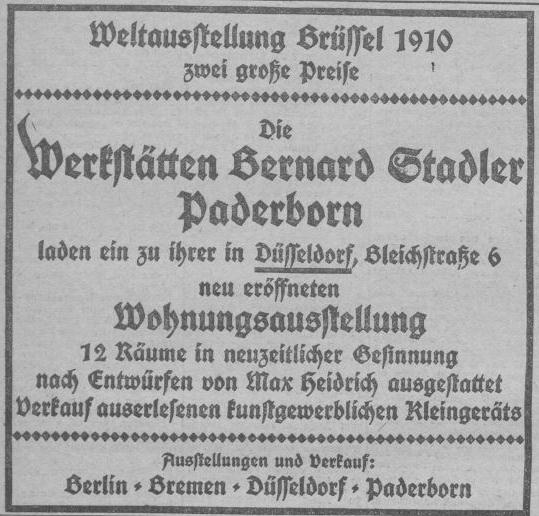
Werbeanzeige der Fa. Bernard Stadler von März 1911
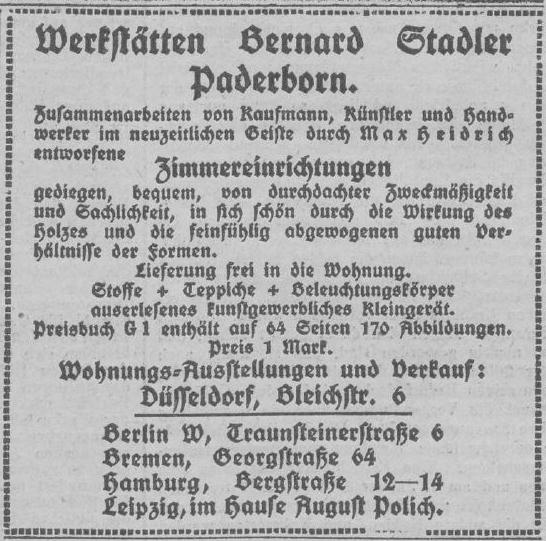
Werbeanzeige der Fa. Bernard Stadler von November 1913
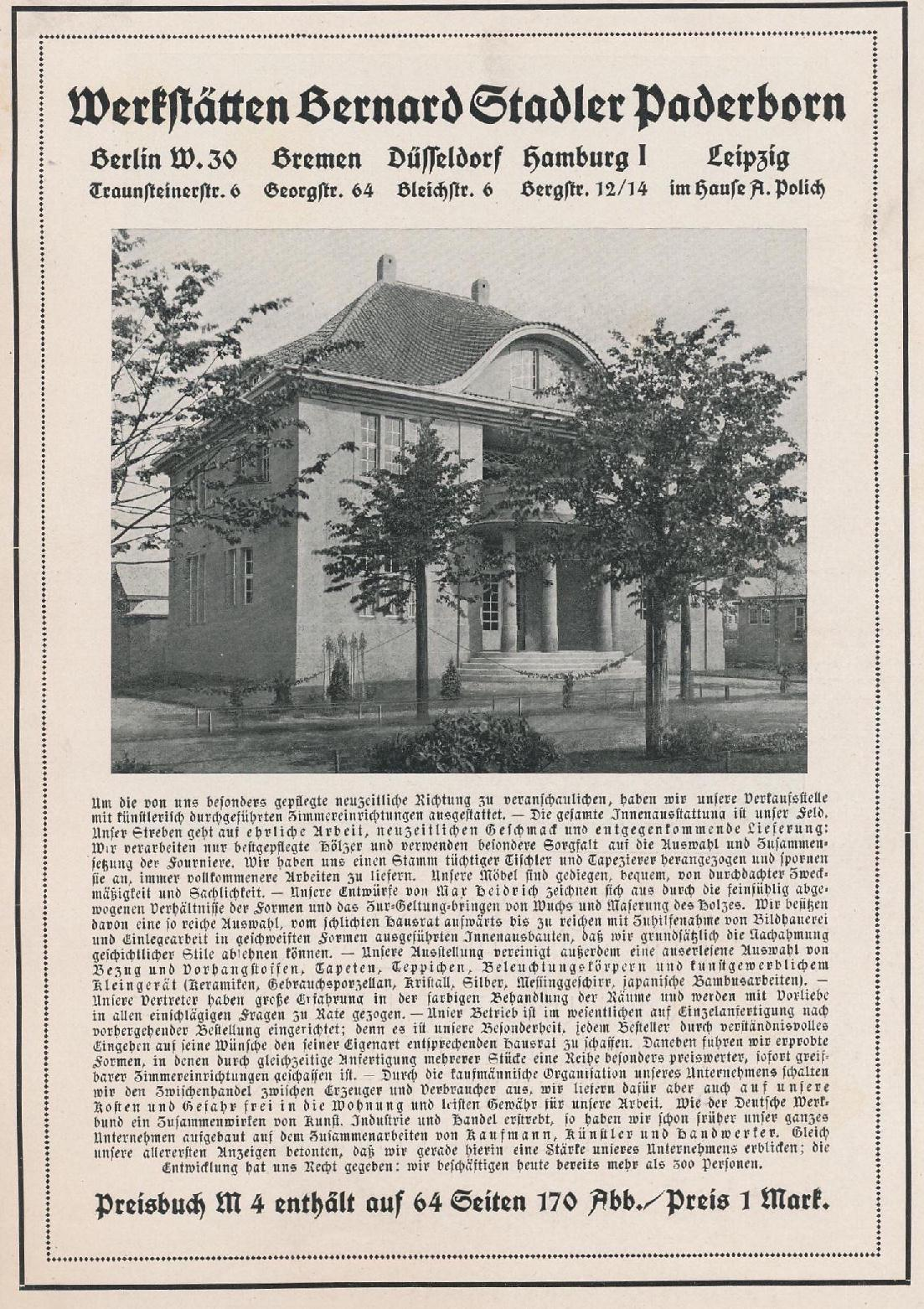
Werbeanzeige der Fa. Bernard Stadler von Januar 1914
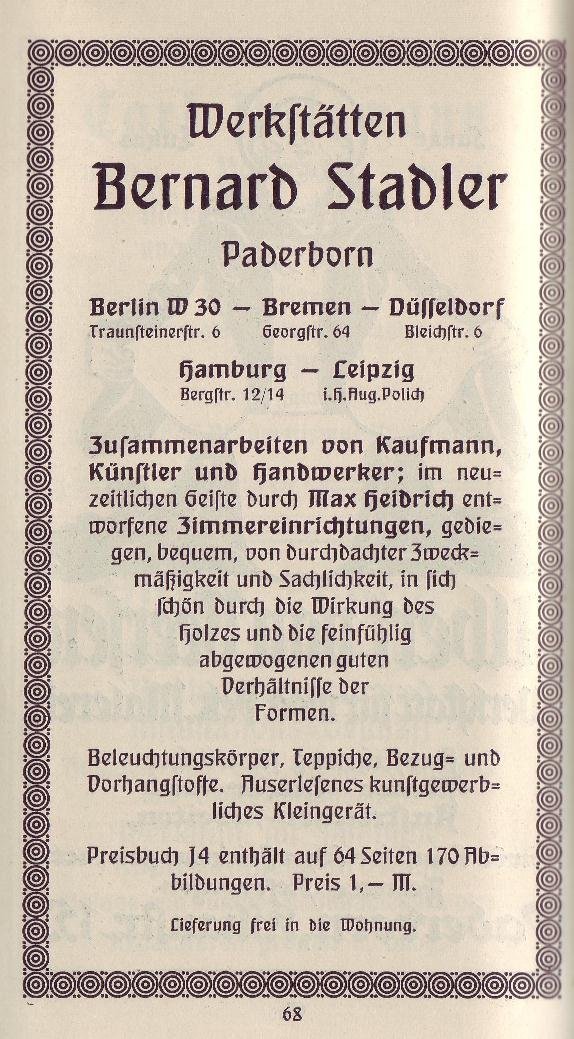
Werbeanzeige der Fa. Bernard Stadler von Anfang 1914
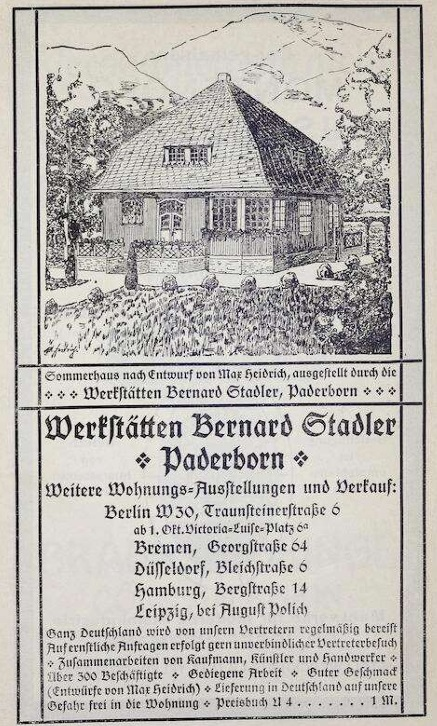
Werbeanzeige der Fa. Bernard Stadler von 1914 im Katalog der Werkbundausstellung Köln.
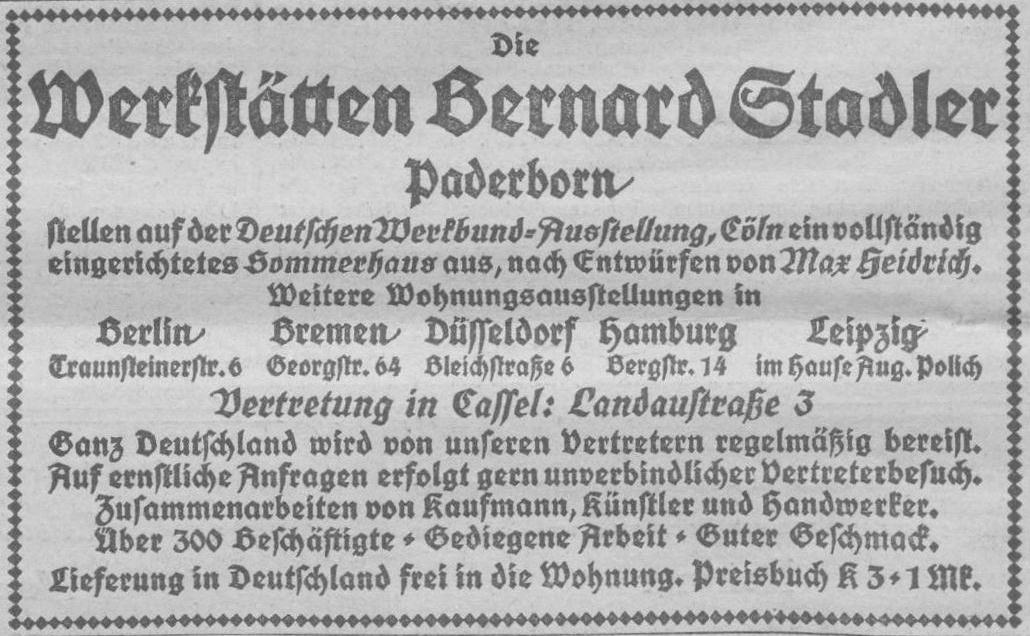
Werbeanzeige der Fa. Bernard Stadler von Juni 1914
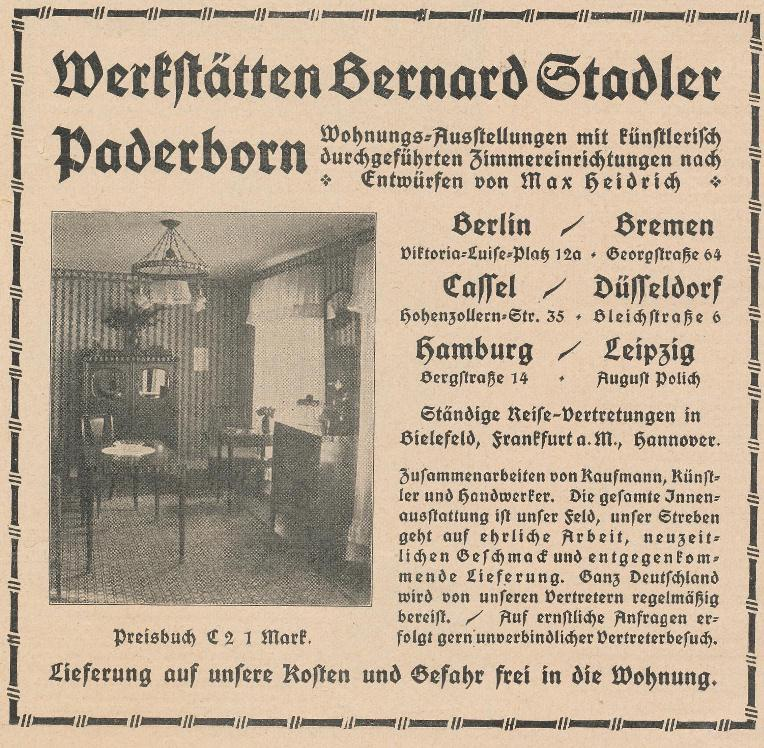
Werbeanzeige der Fa. Bernard Stadler von Dezember 1915
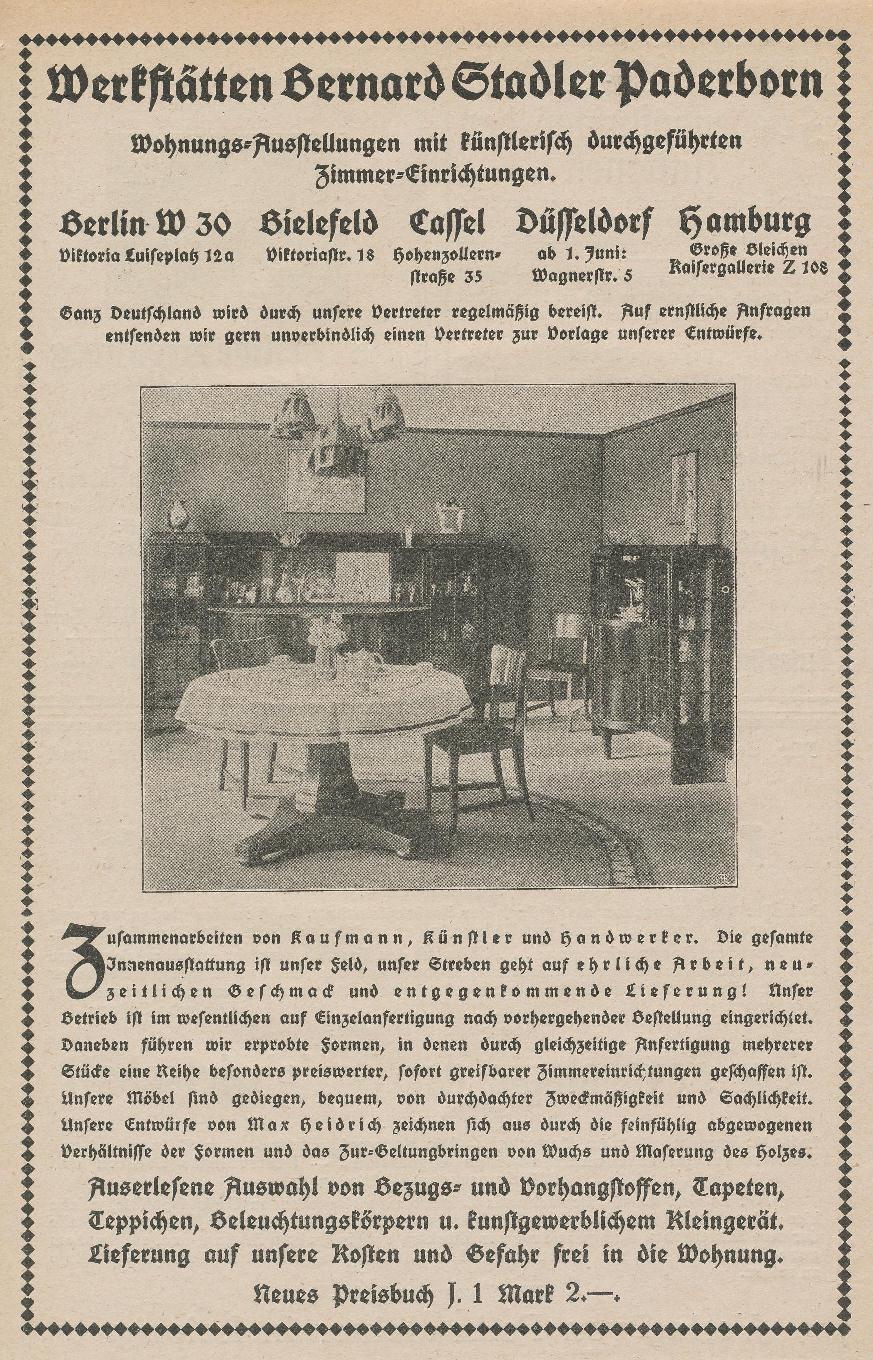
Werbeanzeige der Fa. Bernard Stadler von März 1919
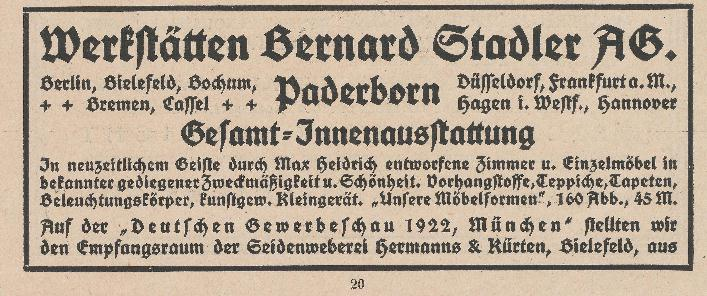
Werbeanzeige der Fa. Bernard Stadler von 1922
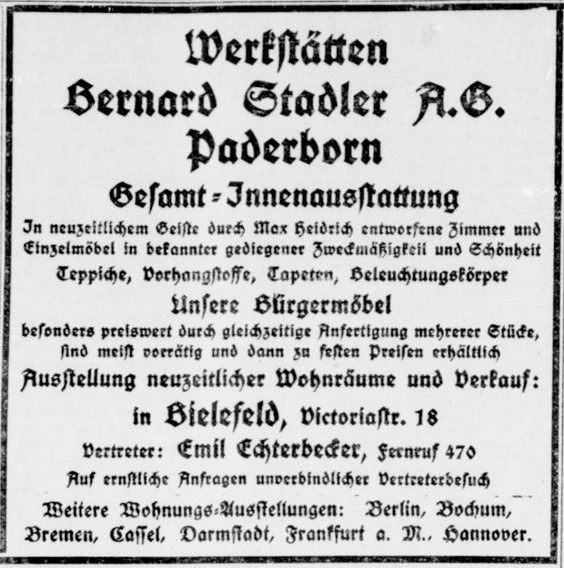
Werbeanzeige der Fa. Bernard Stadler von Juni 1923
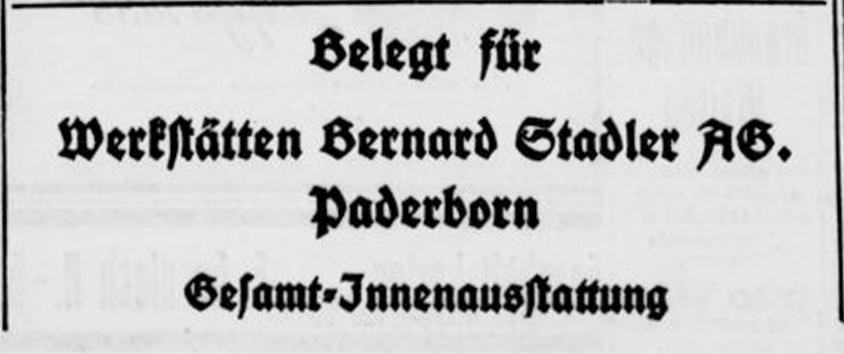
Werbeanzeige der Fa. Bernard Stadler von Dezember 1924
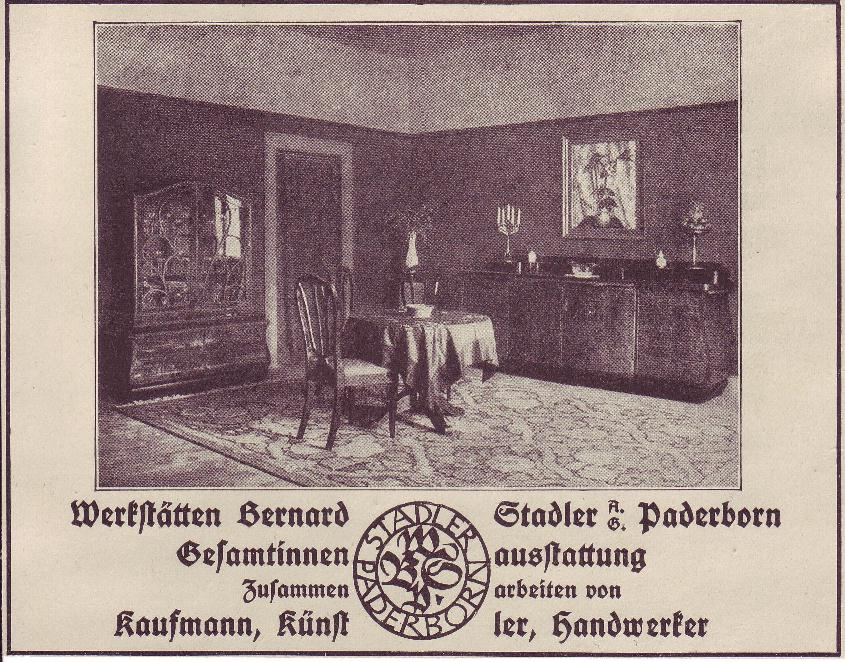
Werbeanzeige der Fa. Bernard Stadler von Januar 1925
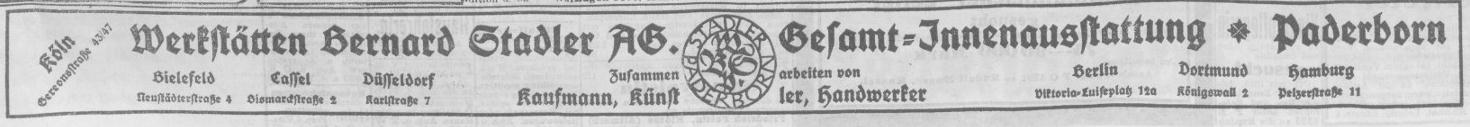
Werbeanzeige der Fa. Bernard Stadler von April 1925
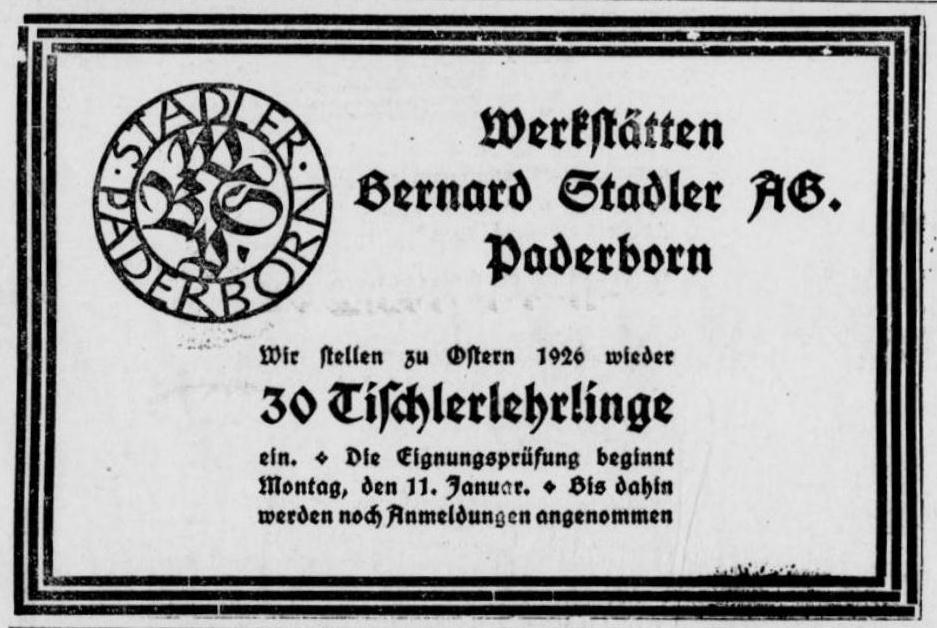
Werbeanzeige der Fa. Bernard Stadler von Januar 1926
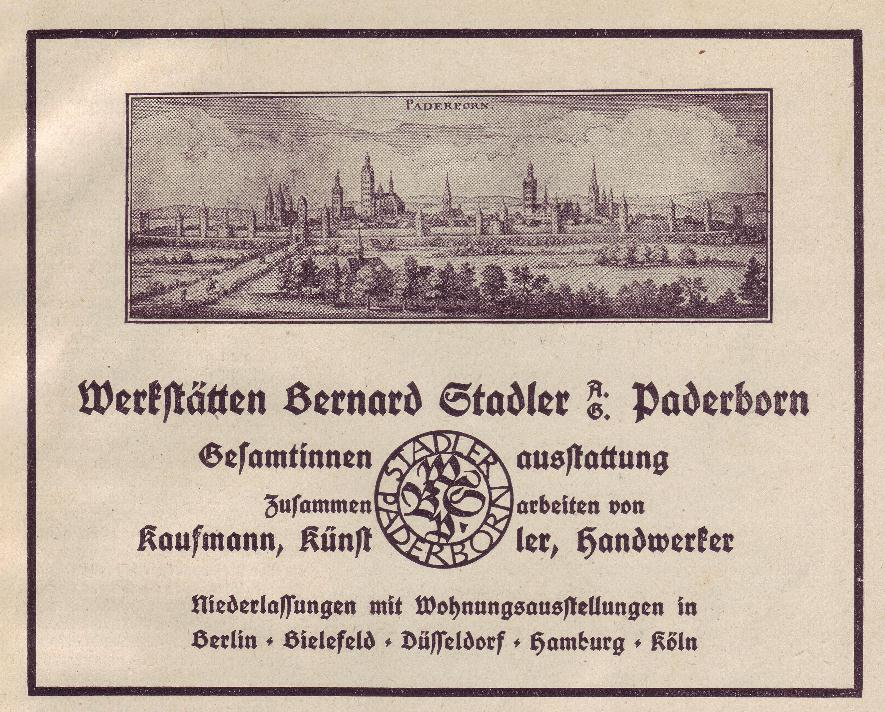
Werbeanzeige der Fa. Bernard Stadler von Mai 1926
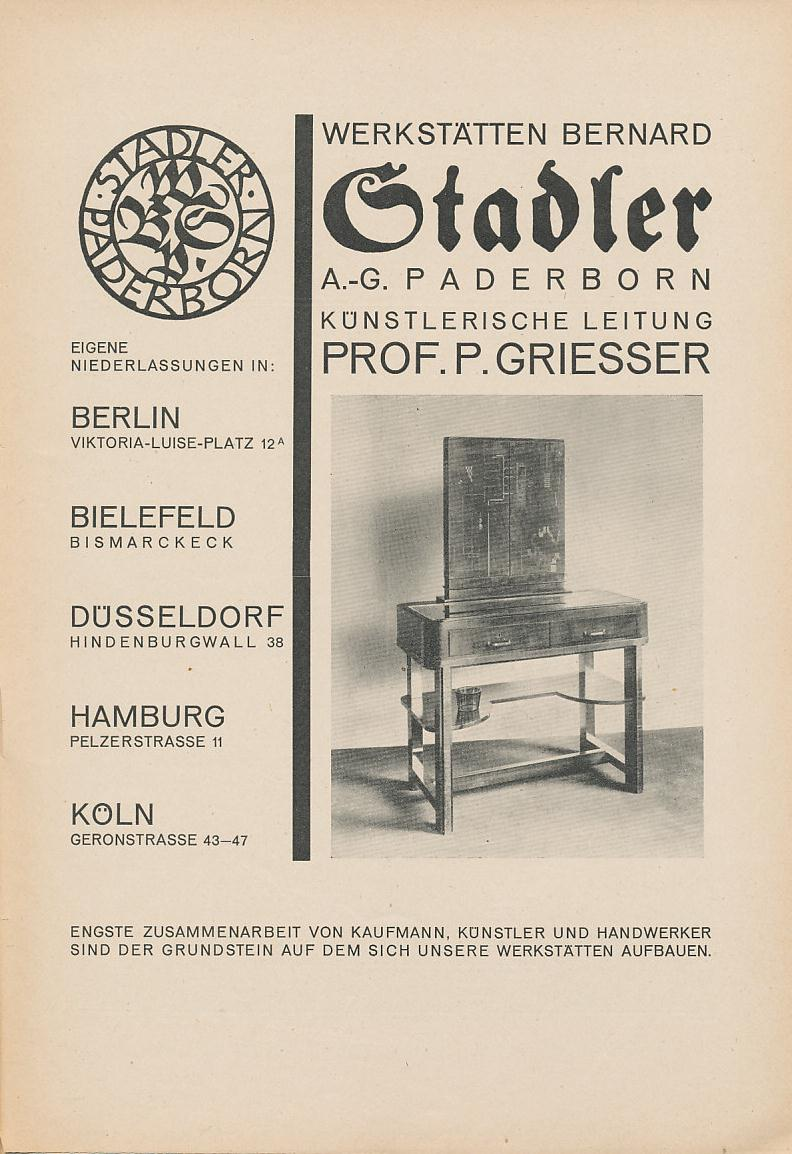
Werbeanzeige der Fa. Bernard Stadler von Oktober 1926
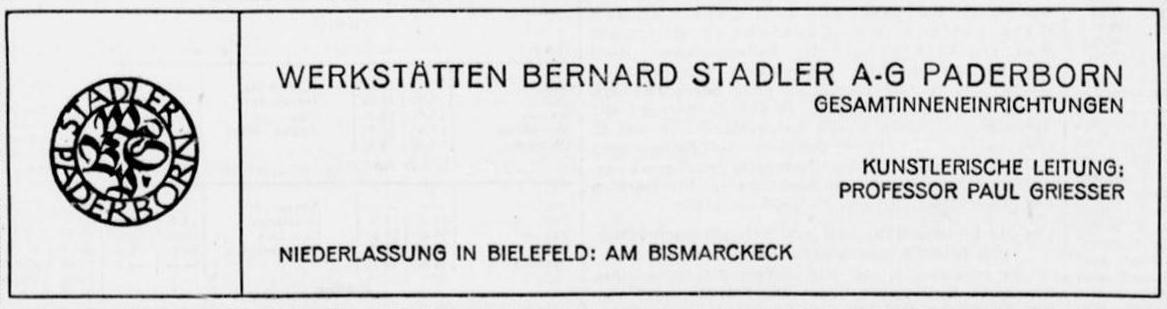
Werbeanzeige der Fa. Bernard Stadler von Juli 1927
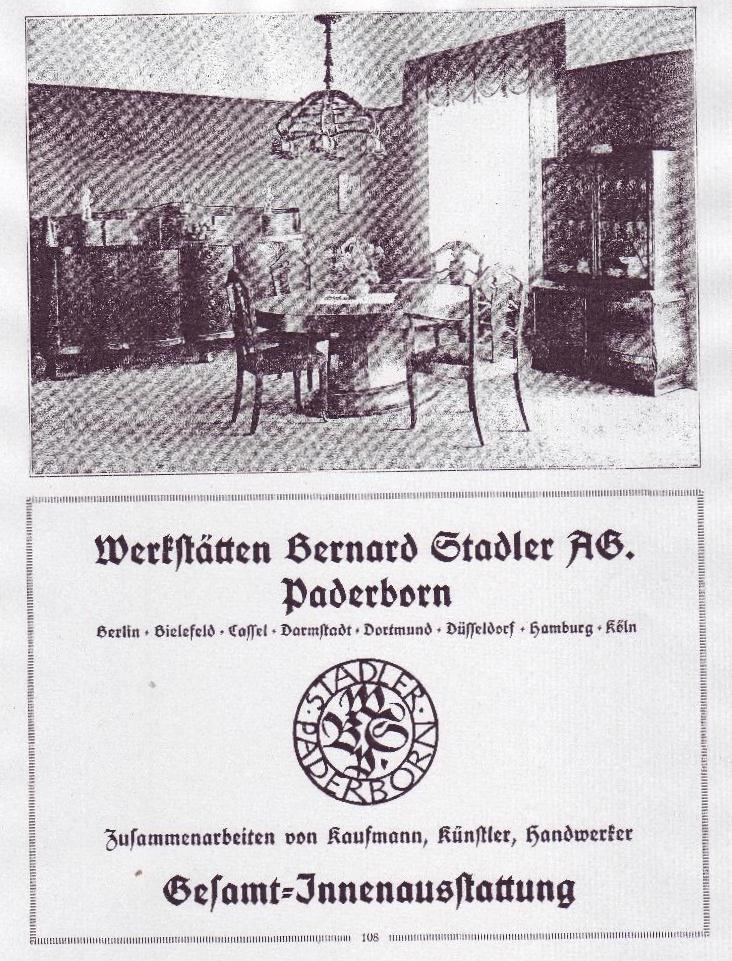
Werbeanzeige der Fa. Bernard Stadler von 1928
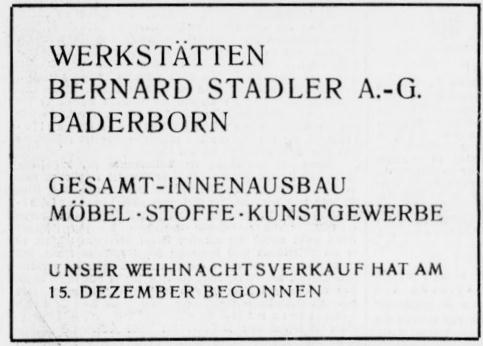
Werbeanzeige der Fa. Bernard Stadler, erschienen am 17.12.1928, zwei Tage vor dem ersten Großfeuer.

## Belege

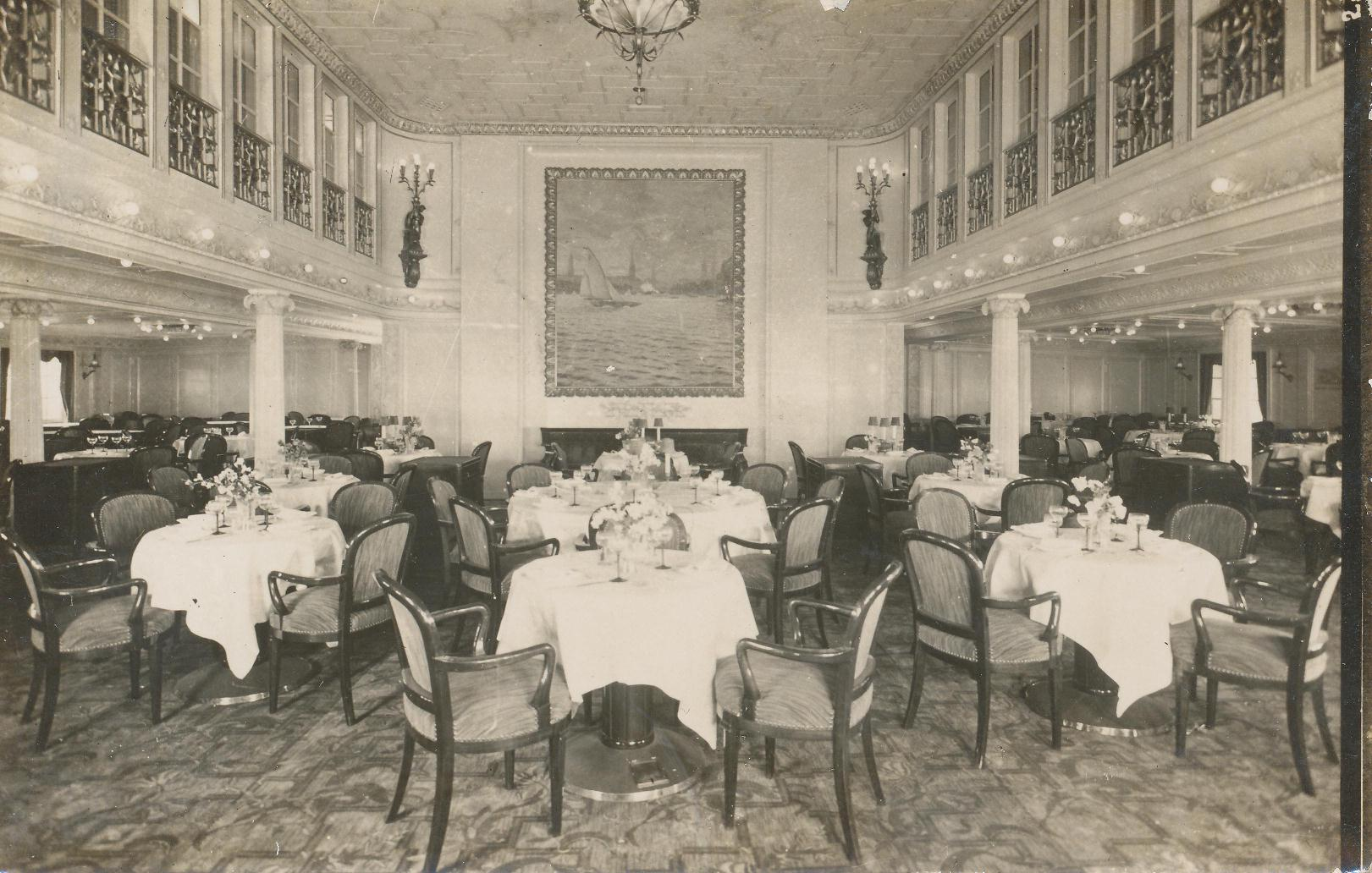
Speisesaal, erste Klasse, des HAPAG-Dampfers HAMBURG (1926), ausgeführt durch die Werkstätten Bernard Stadler.

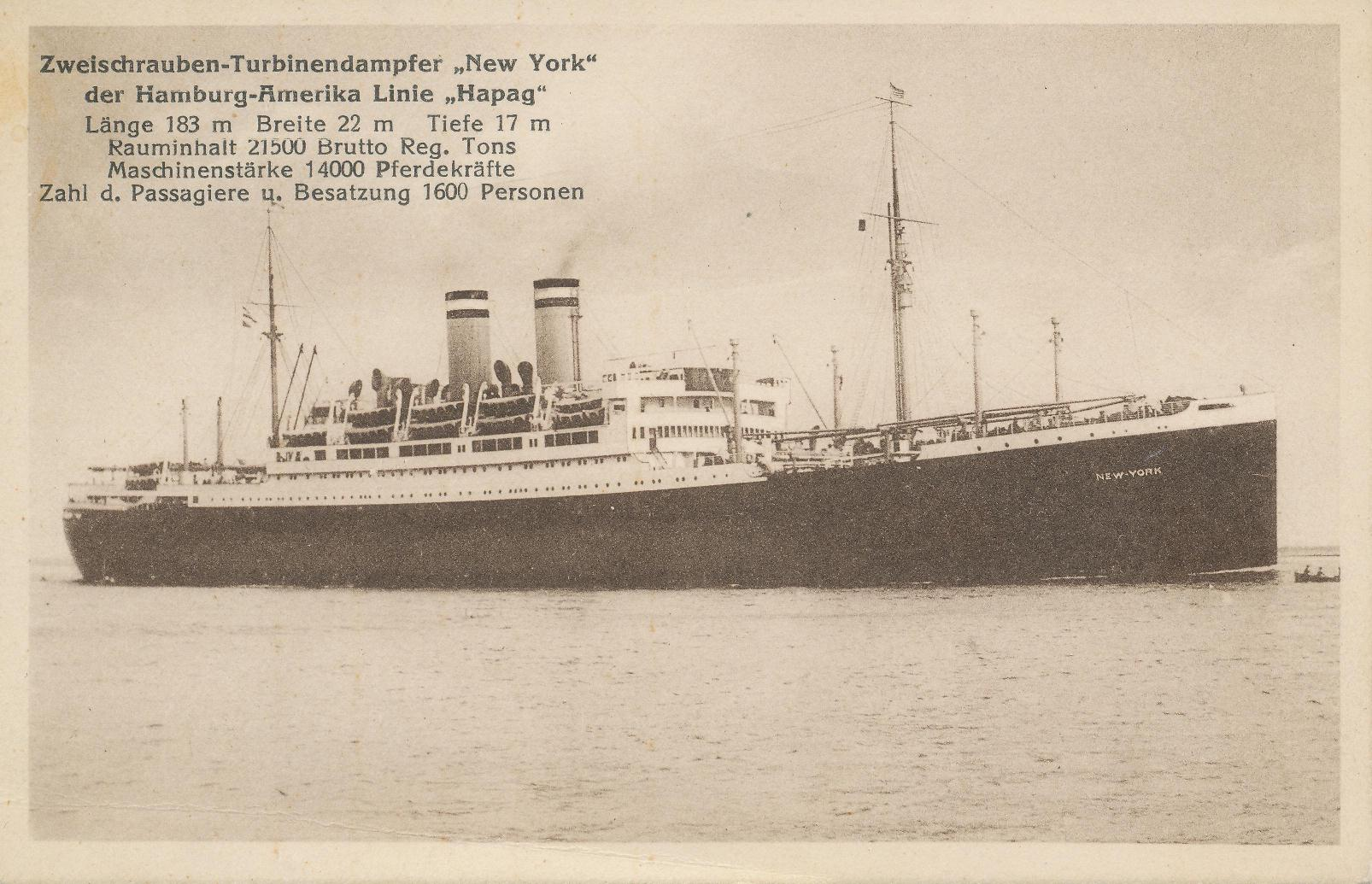
Der HAPAG-Dampfer NEW YORK (1927), dessen Ausbauten nicht unwesentlich durch die Werkstätten Bernard Stadler ausgeführt worden sind.

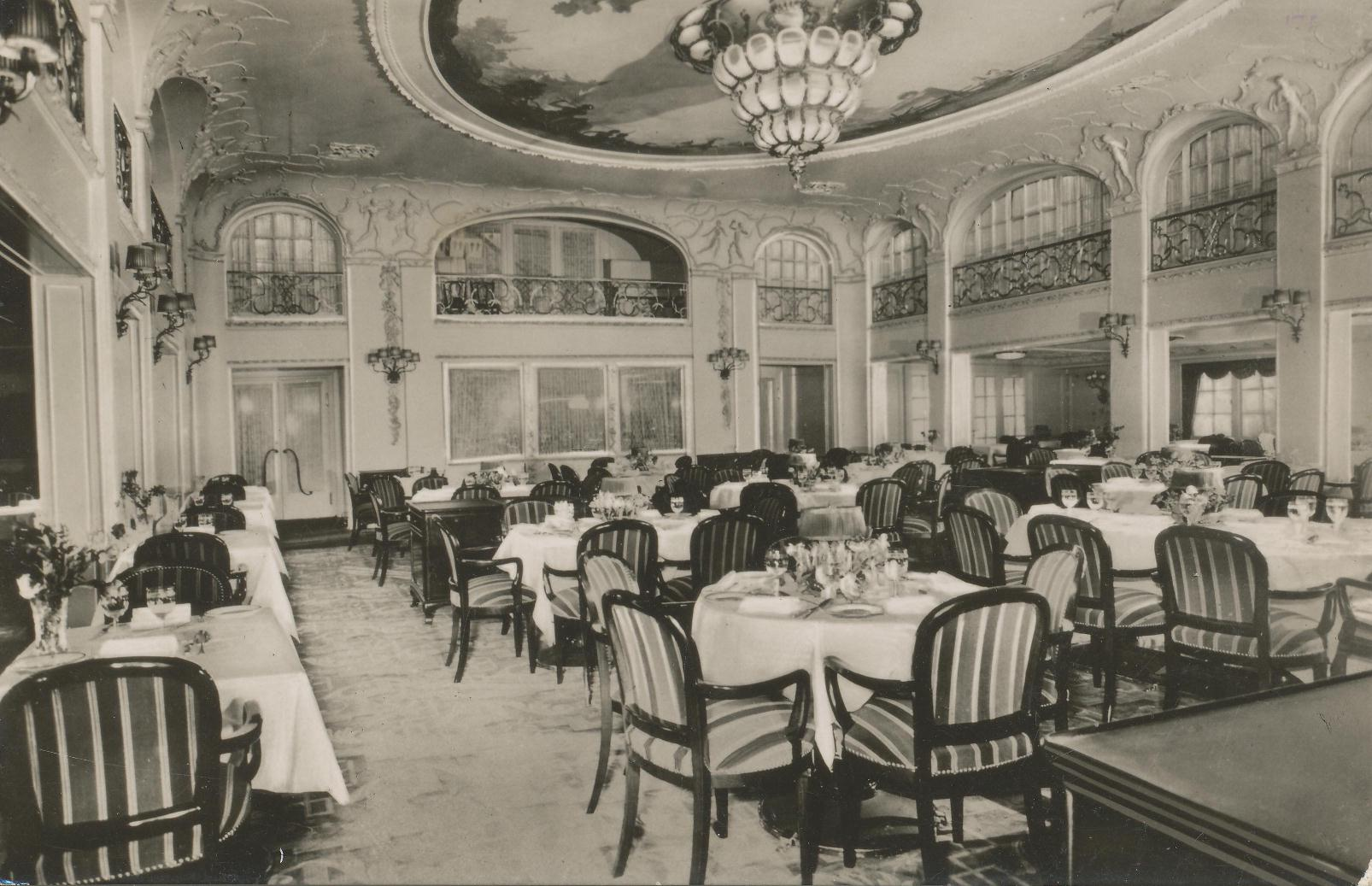
Speisesaal, erste Klasse, des HAPAG-Dampfers NEW YORK (1927), ausgeführt durch die Werkstätten Bernard Stadler.

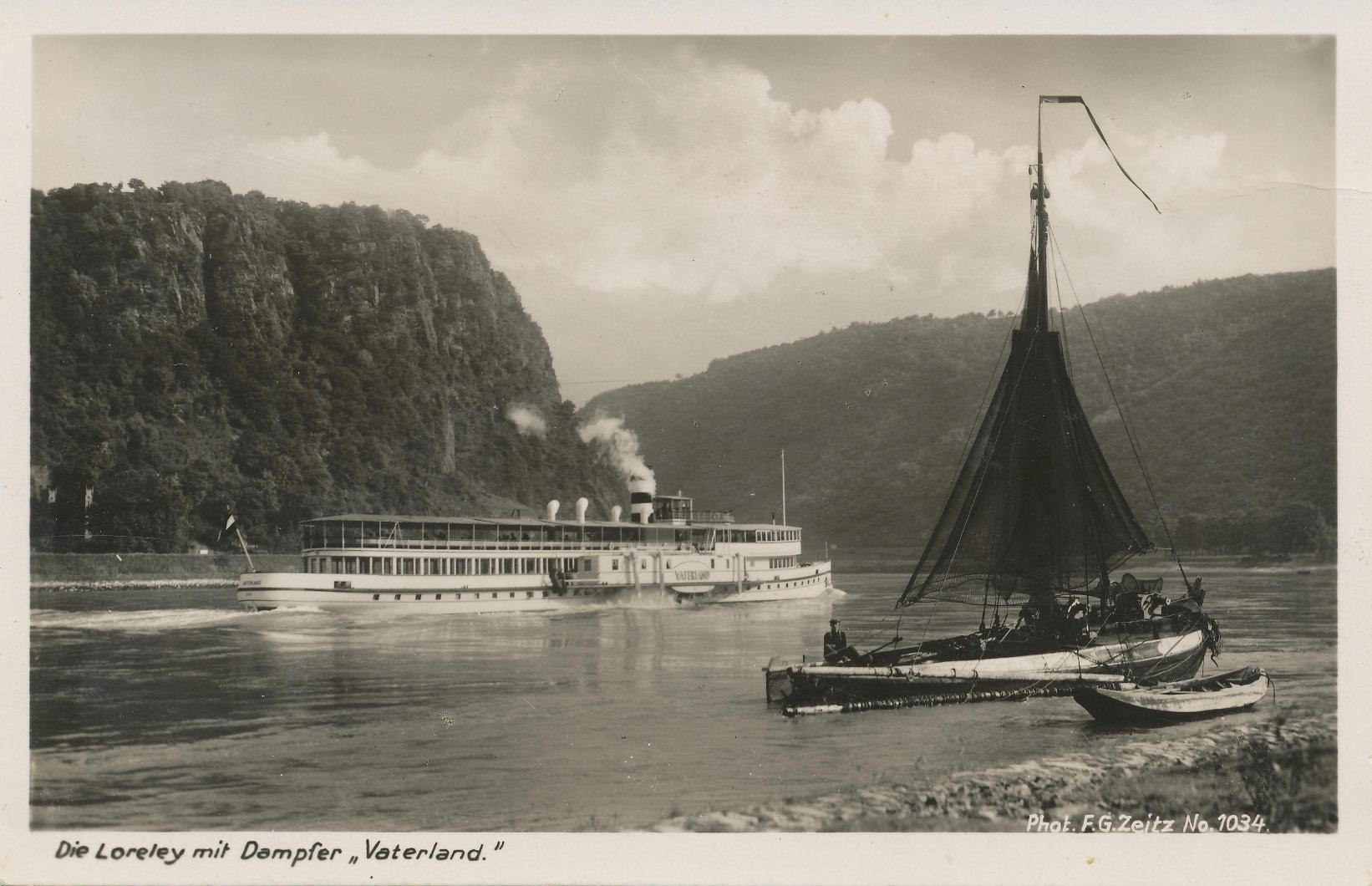
Rheindampfer VATERLAND (1926), dessen Ausbauten komplett durch die Werkstätten Bernard Stadler ausgeführt worden sind.

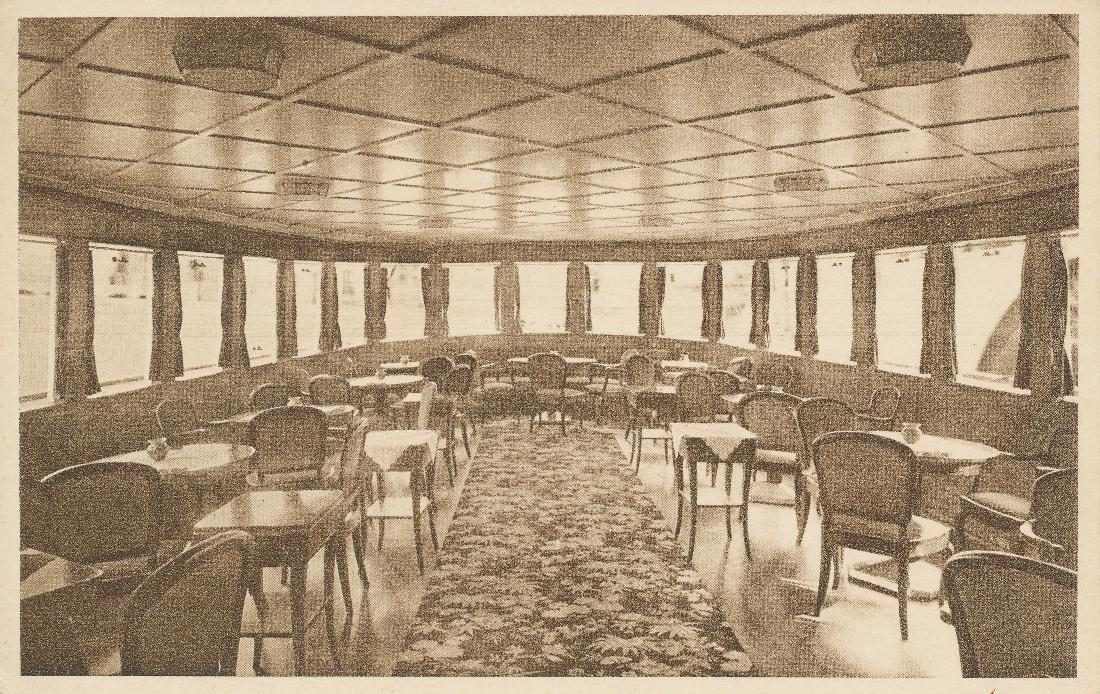
Eine Innenansicht des Rheindampfers VATERLAND (1926), dessen Einrichtung komplett durch die Werkstätten Bernard Stadler ausgeführt worden ist.

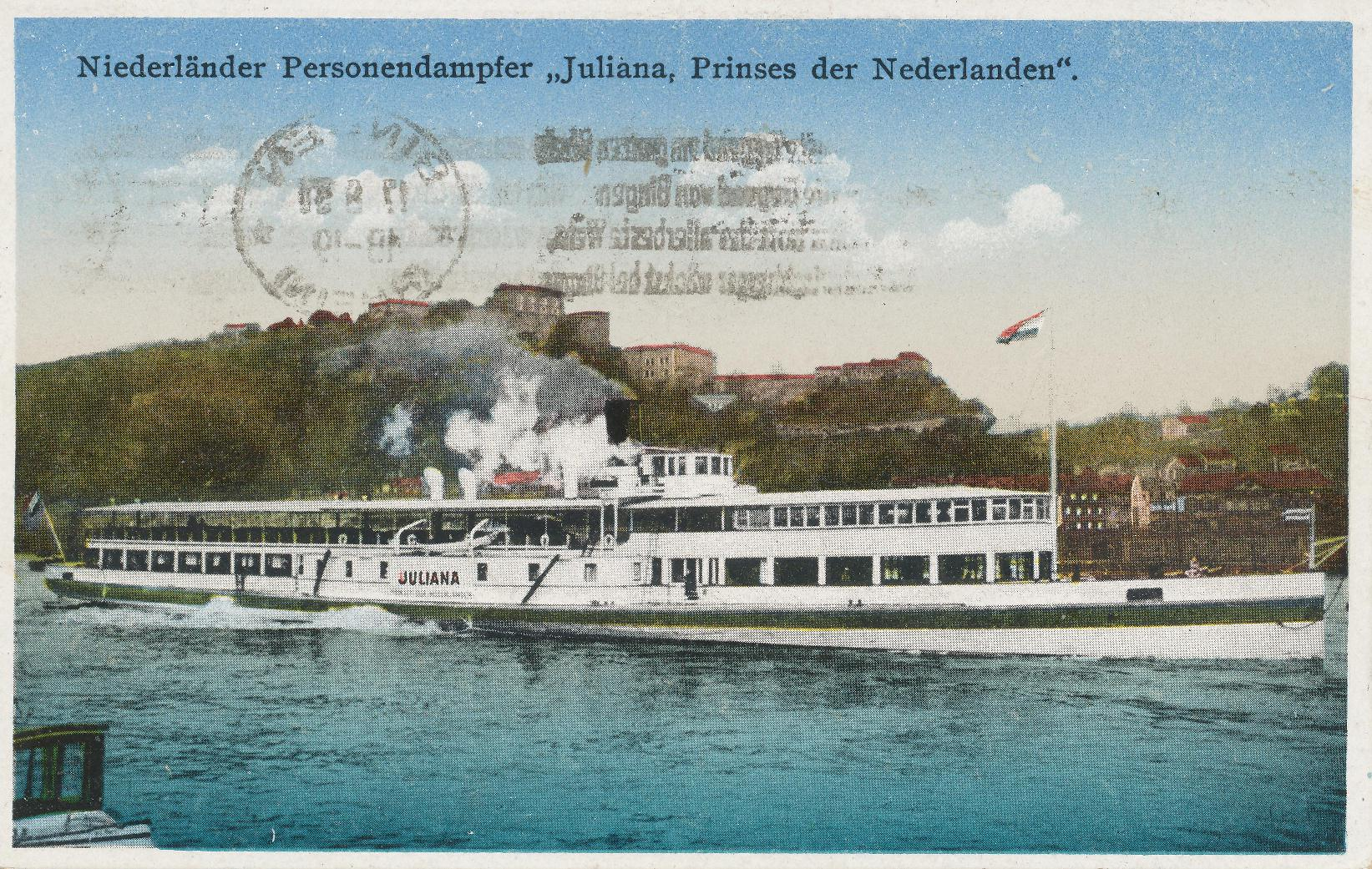
Rheindampfer JULIANA, PRINSES DER NEDERLANDEN (1928), dessen Ausbauten komplett durch die Werkstätten Bernard Stadler ausgeführt worden sind.

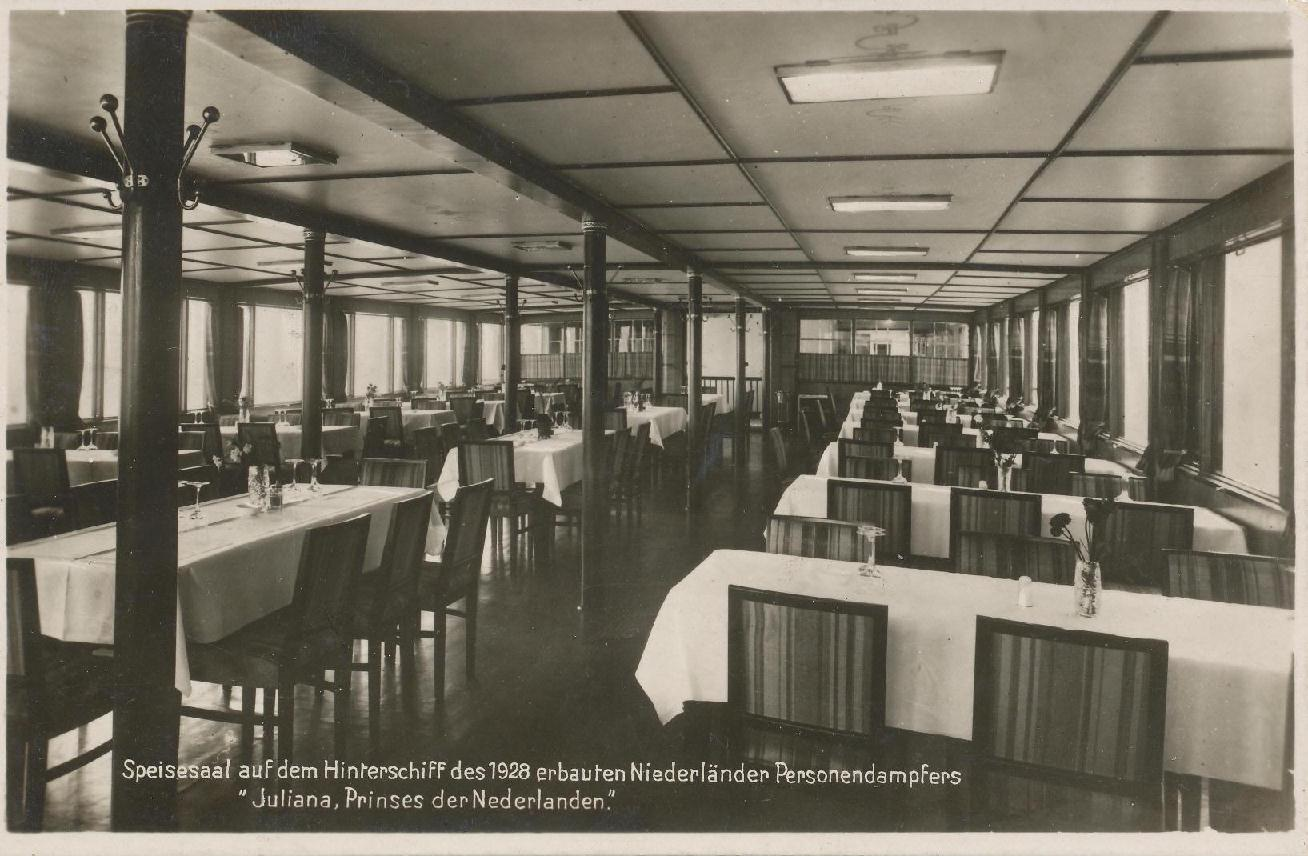
Speisesaal des niederländischen Rheindampfers JULIANA, PRINSES DER NEDERLANDEN (1928), ausgeführt durch die Werkstätten Bernard Stadler.

1. ↑  Veröffentlichung der Korrektur eines Eintrags im Handelsregister B, Amtsgericht Paderborn, zur Schreibweise „Bernhard Stadler“ (falsch) sowie der Korrektur auf die richtige Schreibweise „Bernard Stadler“, in: Paderborner Anzeiger, 36. Jahrgang, Nr. 82, vom 7. April 1922.
2. ↑  In „Lokales und Provinzielles“ im Westfälischen Volksblatt, 58. Jahrgang, Nr. 272, vom 8. Oktober 1906, sowie in „Verzeichnis der Häuser in der Stadt Paderborn“ vom 24. Juni 1897, Eintrag unter Kettenplatz Nr. 12 und Nr. 14, sowie im Einzelnachweis Nummer 4, auf Seite 173.
3. ↑  Bekanntmachung der Änderung des bisherigen Straßennamens „Kettenplatz“ in „Marienplatz“ per 1. Oktober 1904 durch die Polizeiverwaltung Paderborn, in: Westfälisches Volksblatt, 56. Jg., Nr. 272, vom 4. Oktober 1904.
4. ↑  Hermann Daltrop, bearbeitet von Clemens Steinbicker: Die Familie Daltrop im Paderborner Land. LWL, Internetportal „Westfälische Geschichte“, abgerufen am 30. Juli 2021.
5. 1 2  Roland Günter: Verzeichnis der Gründer des Deutschen Werkbund 1907. Werkbund-Archiv Berlin, 2011, abgerufen am 10. November 2021.
6. ↑  Mitgliederverzeichnis in: Illustrierter Katalog zur Ausstellung des Sonderbundes Westdeutscher Kunstfreunde und Künstler Düsseldorf 1910, Seite 65.
7. ↑  Inserat zum Verkauf des Daltrop’schen Hofes am Mittwoch den 30. Dezember 1863 in Paderborn, in: Kölnische Zeitung, Nr. 346/1863, vom 14. Dezember 1863.
8. ↑  „Was erzählen uns die Ruinen des Stadlerschen Hauses In Paderborn“, in: „Heimatborn“, Beilage zum Westfälisches Volksblatt, Nr. 306, vom 6. November 1929.
9. ↑  Inserat des Gasthofes „Zum Römischen Hofe“ in Paderborn, in: Kölnische Zeitung, Nr. 220/1854, vom 10. August 1854.
10. ↑  Bekanntmachung der Schließung des Gasthofes „Zum Römischen Hofe“ in Paderborn, in: Kölnische Zeitung, Nr. 261/1860, vom 19. September 1860.
11. ↑  Inserat des Gasthofes „Zum Römischen Hofe“ in Paderborn, in: Westfälische Zeitung, 5. Jahrgang, Nr. 130/1852, vom 28. August 1852.
12. ↑  Franz Joseph Brand: Kurze Beschreibung der Stadt Paderborn zunächst für Fremde und Reisende. Verlag von Joseph Wesener, Paderborn 1846, S. 48.
13. ↑  Liselotte Folkerts: Goethe in Westfalen - Keine Liebe auf den ersten Blick. LIT Verlag Dr. W. Hopf, Berlin 2010, ISBN 978-3-643-10938-5, S. 30.
14. ↑  Angekommene Fremde in der alten Post bei Herrn Daltrop, in: Paderbornsches Intelligenzblatt, Nr. 76/1836, vom 21. September 1836.
15. ↑  Angekommene Fremde im Gasthof „Zum Römischen Hofe“ in Paderborn, in: Paderbornsches Intelligenzblatt, Nr. 51/1839, vom 26. Juni 1839.
16. ↑  Angekommene Fremde im Gasthof „Zum Römischen Hofe“ in Paderborn, in: Paderbornsches Intelligenzblatt, Nr. 65/1837, vom 16. August 1837.
17. ↑  Angekommene Fremde im Gasthof „Zum Römischen Hofe“ in Paderborn, in: Paderbornsches Intelligenzblatt, Nr. 58/1842, vom 20. Juli 1842.
18. ↑  Angekommene Fremde im Gasthof „Zum Römischen Hofe“ in Paderborn, in: Paderbornsches Intelligenzblatt, Nr. 83/1844, vom 16. Oktober 1844.
19. ↑  Inserat der Fa. Bernard Stadler in: Adressbuch der Stadt Paderborn, Jahrgang 1883.
20. ↑  Telefonverzeichnis in: Adressbuch der Stadt Paderborn, Jahrgang 1906.
21. ↑  Todesanzeige zu Kaufmann Joh. Michael Arnold Stadler zu Neuenkirchen (Kreis Wiedenbrück), in: Kölnische Zeitung, Nr. 52, vom 21. Februar 1864.
22. 1 2  Mitteilung des Kreisgerichts Paderborn über die Veröffentlichung des Eintrags der Firma „Bernard Stadler“ gemäß Verfügung vom 11. Februar 1865, in: Beilage zum Königlich Preußischen Staats-Anzeiger, Nr. 44, Berlin, vom 19. Februar 1865.
23. ↑  Bericht über die Wahl von Kaufmann Stadler in der ersten Abteilung der Stadtverordnetenwahlen 1878, in: Westfälisches Volksblatt, 30. Jahrgang, Nr. 259, vom 9. November 1878.
24. ↑  Bekanntmachung der Wiederwahl von Kaufmann Bernard Stadler in der ersten Abteilung der Stadtverordnetenwahlen von November 1884, in: Westfälisches Volksblatt, 36. Jahrgang, Nr. 320, vom 24. November 1884.
25. ↑  Bericht über die Wiederwahl von Kaufmann B. Stadler in der ersten Abteilung der Stadtverordnetenwahlen 1890, in: Westfälisches Volksblatt, 42. Jahrgang, Nr. 309, vom 13. November 1890.
26. ↑  Bekanntmachung der Ergebnisse der Stadtverordnetenwahlen von November 1890, in: Paderborner Anzeiger, 4. Jahrgang, Nr. 137, vom 15. November 1890.
27. ↑  Rolf-Dietrich Müller: Heimatverein Paderborn 1888 - 1988. Hrsg.: Heimatverein Paderborn e.V. Dierkes D-W-S, Paderborn 1988, S. 9.
28. ↑  Inserat anlässlich der Eröffnung des Möbelmagazins der Vereinigten Meister im Hause des Herrn Stadler in: Westfälisches Volksblatt vom 20. April 1867.
29. ↑  Inserat der Fa. Bernard Stadler in: Westfälisches Volksblatt vom 8. Juni 1867.
30. ↑  Inserat der Fa. Bernard Stadler in: Westfälisches Volksblatt vom 13. März 1869.
31. ↑  Inserat der Fa. Bernard Stadler in: Westfälisches Volksblatt vom 30. März 1872.
32. ↑  Inserat der Fa. Bernard Stadler in: Central-Volksblatt für den Regierungsbezirk Arnsberg, Nr. 74, vom 22. August 1874.
33. ↑  Inserat der Fa. Bernard Stadler in: Central-Volksblatt für den Regierungsbezirk Arnsberg, Nr. 119, vom 7. Oktober 1876.
34. ↑  Inserat der Fa. Bernard Stadler in: Westfälisches Volksblatt vom 17. September 1883.
35. ↑  Verleihung einer Denkmünze durch den Oberpräsidenten der Provinz Westfalen Friedrich von Kühlwetter an Johannes Rhode aus Paderborn während der Schlussfeier des 51. Schuljahres der Paderborner Handwerker-Fortbildungsschule am 5. September 1880, in: Westfälisches Volksblatt, 32. Jg., Nr. 240, vom 6. September 1880.
36. ↑  Bericht über die Bestattung von Johannes Rhode in der Rubrik „Aus Paderborn und Nachbarschaft“. In: Westfälisches Volksblatt vom 9. Dezember 1913, Nr. 333, 65. Jahrgang. Zeitpunkt.NRW, 29. April 2022, abgerufen am 29. April 2022.
37. ↑  Bericht über die Bestattung von Johannes Rhode in der Rubrik „Westfalen und Nachbarländer - Paderborn“. In: Paderborner Anzeiger vom 9. Dezember 1913, Nr. 307, 27. Jahrgang. Zeitpunkt.NRW, 28. April 2022, abgerufen am 28. April 2022.
38. ↑  Bericht über die Bestattung von Johannes Rhode im Rahmen der Hauptversammlung des Lippstädter Turnvereins in der Rubrik „Lokales und Verschiedenes“. In: Lippstädter Zeitung vom 10. Dezember 1913, Nr. 195, 2. Blatt, Jahrgang 203. Zeitpunkt.NRW, 2022, abgerufen am 21. November 2022.
39. ↑  Eintrag des Todes von Obermeister Johannes Rhode am 4. Dezember 1913 in die Chronik der Stadt Paderborn, Band II, Seite 187. Stadtarchiv Paderborn, Signatur A 5460.
40. 1 2  Otto Stadler: Nachruf durch Otto Stadler auf Johannes Rhode. In: Westfälisches Volksblatt. Zeitpunkt.NRW, 6. Dezember 1913, abgerufen am 1. März 2022.
41. ↑  Nachruf durch Otto Stadler auf Johannes Rhode in: Westfälisches Volksblatt, 65. Jg., Nr. 331, vom 6. Dezember 1913, und in Paderborner Anzeiger, 27. Jg., Nr. 305, vom 6. Dezember 1913.
42. 1 2 3 4 5  Schreiben von Otto Stadler an den Paderborner Anzeiger, in: Paderborner Anzeiger, 26. Jahrgang, Nr. 182, vom 8. August 1912.
43. ↑  Inserat der Fa. Bernard Stadler in: Central-Volksblatt für den Regierungsbezirk Arnsberg, Nr. 118, vom 6. Oktober 1887.
44. ↑  Inserat der Fa. Bernard Stadler in: Arnsberger Zeitung, Nr. 31 - 1888, vom 15. April 1888.
45. ↑  Inserat der Fa. Bernard Stadler in: Westfälisches Volksblatt vom 31. März 1888.
46. ↑  Inserat der Fa. Bernard Stadler in: Westfälisches Volksblatt vom 28. September 1890.
47. ↑  Ernst Schur: Dekorative Kunst. Sonderdruck: Die Werkstätten Bernard Stadler in Paderborn. 15. Jahrgang, Nr. 6. F. Bruckmann AG, München 19. März 1912, S. 282.
48. ↑  Bekanntmachung der Bestellung von Kaufmann Otto Stadler als Prokurist durch Kaufmann Bernard Stadler, in: Beilage zum Königlich Preußischen Staats-Anzeiger, Berlin, Nr. 7 vom 8. Januar 1900.
49. ↑  „Paderborner schuf modernste Möbelwerkstätten“ in: Westfälisches Volksblatt, 106. Jahrgang, Nr. 35, vom 11. Februar 1954.
50. ↑  Inserat der Fa. Bernard Stadler in: Adressbuch der Stadt Paderborn, Jahrgang 1898.
51. ↑  Inserat der Fa. Bernard Stadler in: Adressbuch der Stadt Paderborn, Jahrgang 1901.
52. ↑  Eintrag der Amtsniederlegung durch Bernard Stadler aus gesundheitlichen Gründen vom 14. Oktober 1898 in das Protokollbuch der Stadtverordnetenversammlung der Stadt Paderborn, 1894 - 1900, Seite 203. Stadtarchiv Paderborn, Signatur A 5505.
53. ↑  Bericht über die Stadtverordnetensitzung vom 14. Oktober 1898, in: Paderborner Anzeiger, 12. Jahrgang, Nr. 84, vom 19. Oktober 1898.
54. ↑  Inserat der Fa. Bernard Stadler in: Westfälisches Volksblatt vom 25. Oktober 1903.
55. ↑  In: Adreß- und Geschäfts-Handbuch der Stadt Paderborn, Jahrgang 1906, Seite 49.
56. ↑  In: Adreß- und Geschäfts-Handbuch der Stadt Paderborn, Jahrgang 1908, Seite 104.
57. ↑  Max Heidrich seit 1905 entwerfender Künstler der Werkstätten Bernard Stadler, Paderborn, in: Degeners Wer ist's?, 10. Ausgabe, Verlag Herrmann Degener, Berlin, 1935, S. 623.
58. ↑  Friederike Steinmann, Karl Josef Schwieters, Michael Aßmann: Paderborner Künsterlexikon - Paderborner Künstlerinnen und Künstler des 19. und 20. Jahrhunderts in der Bildenden Kunst. Hrsg.: Verein für Geschichte an der Universität-GH-Paderborn. SH-Verlag, Schernfeld 1994, ISBN 3-89498-008-7, S. 93 f.
59. ↑  Inserat der Fa. Bernard Stadler Paderborn, Werkstätten und Kaufhaus für die gesamte Wohnungs-Ausstattung in: Offizieller Katalog der Dritten Deutschen Kunstgewerbe-Ausstellung Dresden 1906, Inseratenanhang: Seite 25.
60. ↑  in „Lokales und Provinzielles“ im Westfälischen Volksblatt, 58. Jahrgang, Nr. 272, vom 8. Oktober 1906.
61. ↑  Bericht über das Begräbnis von Bernard Stadler. In: Lippspringer Anzeiger & Badezeitung vom 13. Oktober 1906, Nr. 44, 1. Jahrgang. Zeitpunkt.NRW, abgerufen am 5. Juli 2022.
62. ↑  Bildpostkarte (Besuchs-Anzeige) der Gross-Destillerie/Liqueur-Fabrik Bernard Stadler, Poststempel: Paderborn 21.10.1905.
63. ↑  Mitteilung des Amtsgerichts Paderborn über die Veröffentlichung des Eintrags der Firma „Stadler'sche Großdestillation Inhaber Carl Heising“ per 18. November 1910, in: Deutscher Reichsanzeiger und Preußischer Staatsanzeiger, Nr. 284, vom 3. Dezember 1910.
64. ↑  Mitteilung des Amtsgerichts Paderborn über die Veröffentlichung der Löschung der Firma „Stadler'sche Großdestillation Inhaber Carl Heising“ per 30. Juni 1922, in: Deutscher Reichsanzeiger und Preußischer Staatsanzeiger, Nr. 161, vom 24. Juli 1922.
65. ↑  Mitteilung des Amtsgerichts Paderborn über die Veröffentlichung des Eintrags der Firma „Vereinigte Stadler'sche und Otto'sche Großdestillation und Weinkellereien offene Handelsgesellschaft Carl Heising und Ludwig Otto“ per 15. Juni 1922, in: Deutscher Reichsanzeiger und Preußischer Staatsanzeiger, Nr. 164, vom 27. Juli 1922.
66. ↑  Mitteilung des Amtsgerichts Paderborn über die Veröffentlichung der Löschung der Firma „Vereinigte Stadler'sche und Otto'sche Großdestillation und Weinkellereien offene Handelsgesellschaft Carl Heising und Ludwig Otto“ per 20. Dezember 1927, in: Deutscher Reichsanzeiger und Preußischer Staatsanzeiger, Nr. 8, vom 10. Januar 1928.
67. ↑  Eintrag des Übergangs der Firma „Bernard Stadler zu Paderborn“ auf Kaufmann Otto Stadler aufgrund des Todes von Kaufmann Bernard Stadler im Handelsregister des Königlichen Amtsgerichts Paderborn per 30. Oktober 1906, in: Westfälisches Volksblatt, 58. Jahrgang, Nr. 304, vom 9. November 1906.
68. ↑  Bekanntmachung der Prokura-Erteilung per 30. Januar 1915 an Fräulein Theresia Stadler in Paderborn durch die Werkstätten Bernard Stadler, in: Königlich Preußischen Staats-Anzeiger, Berlin, Nr. 29 vom 4. Februar 1915.
69. ↑  Nachricht anläßlich der „Kölner Flora-Ausstellung 1907“ in: Kölnische Zeitung, Abend-Ausgabe, 1907 – Nr. 657, vom 22. Juni 1907.
70. ↑  Inserat anläßlich der „Kölner Flora-Ausstellung 1907“ in: Kölnische Zeitung, Abend-Ausgabe, 1907 – Nr. 679, vom 28. Juni 1907.
71. ↑  Besprechung der Ausstellung der Firma Bernard Stadler in der Kölner Flora 1907 in: DieRheinlande – Monatsschrift für deutsche Art und Kunst, September 1907, Düsseldorf.
72. ↑  D.: Die Kunst – Monatshefte für freie und angewandte Kunst. IX. Jahrgang, Heft 5. F. Bruckmann AG, München Februar 1908, S. 228–229.
73. ↑  Besprechung der Ausstellung der Firma Bernard Stadler in der Kölner Flora 1907 in: Die Rheinlande – Monatsschrift für deutsche Art und Kunst, September 1907, Düsseldorf.
74. ↑  Der deutsche Stil, S. 29
75. ↑  Friedrich, Naumann: Der deutsche Stil. Hrsg.: Deutsche Werkstätten Hellerau, Berlin, Dresden, München, Hannover. Druck der Spamerschen Buchdruckerei, Leipzig 1913, S. 29.
76. ↑  Diverse: Jahrbuch des Deutschen Werkbundes 1913 - Die Kunst in Industrie und Handel. In: Deutscher Werkbund (Hrsg.): Liste der Vorstandschaft des Deutschen Werkbundes am 1. Mai 1913. Eugen Diederichs, Jena 1913.
77. ↑  Diverse: Jahrbuch des Deutschen Werkbundes 1915 - Deutsche Form im Kriegsjahr. Hrsg.: Deutscher Werkbund. Liste der Vorstandschaft des Deutschen Werkbundes. F. Bruckmann AG, München 1915, S. 43.
78. ↑  Bericht zur Wahl des neuen Vorstands des Deutschen Werkbunds 1925 in: Schwäbischer Merkur, Nr. 365, vom 8. August 1925, Stuttgart.
79. ↑  L. Deubner: "The Studio" Year-Book of Decorative Art 1908. London, 44 Leicester Square, S. XXXIII mit zahlreichen Bildern (englisch).
80. ↑  Otto Grund: Innenkunst. In: Moderne Kunst, 27. Jahrgang 1912/1913, Heft 5 (nicht paginiert) (Digitalisat bei der Universitätsbibliothek Heidelberg)
81. ↑  „R. Br.“: Die Architektonik des Holzes. Zu den Arbeiten von Max Heidrich. In: Innendekoration, 25. Jahrgang 1914, S. 234–238. (Digitalisat bei der Universitätsbibliothek Heidelberg)
82. ↑  Ausführlicher Bericht „Studentenbuden“ zur Ausstellung im Landesmuseum Münster in: Münsterischer Anzeiger, Nr. 182, 58. Jahrgang, zweite Ausgabe, zweites Blatt, vom 21. März 1909, Münster.
83. ↑  Eintrag der Werkstätten Bernard Stadler in: Katalog der Ausstellung für christliche Kunst Düsseldorf 1909 (vom 15. Mai bis 3. Oktober), Seite 79.
84. ↑  Bericht zur Ausstellung für christliche Kunst Düsseldorf 1909 in: Norddeutsche Allgemeine Zeitung, Nr. 161, 48. Jahrgang, vom 13. Juli 1909, Berlin.
85. ↑  Hessenland; Zeitschrift für hessische Geschichte und Literatur. 26. Jahrgang. Friedrich Scheel, Kassel 1912, DNB 012613606, S. 106–107, 111 und 113 ().
86. 1 2  Eduard Schoneweg: Bielefeld – Das Buch der Stadt. Hrsg.: Magistrat der Stadt Bielefeld. Verlag Otto Fischer und Maximilian Koch, Bielefeld 1926, S. 507.
87. ↑  Inserat mit Ankündigung der Eröffnung in: Die Kunst, Dezember 1909.
88. ↑  Inserat der Fa. Bernard Stadler mit Hinweis auf die Teilnahme an der Weltausstellung Brüssel 1910 in „Die Kunst“, XII. Jahrgang, Beilage zu Heft 1, Oktober 1910.
89. ↑  Der Reichskommissar: Weltausstellung Brüssel 1910 - Deutsches Reich - Amtlicher Katalog. Hrsg.: Reichskommissar Albert, Vortragender Rat, Kaiserlicher Geheimer Regierungsrat im Reichsamt des Innern, Berlin. Verlag Georg Stilke, Berlin 1910, S. 6, 44.
90. ↑  Julius Hoffmann Stuttgart (Vorwort: Robert Breuer): German Arts And Crafts At The Brussels Exhibition 1910. Hrsg.: Julius Hoffmann. Stuttgart 1910, S. 50 bis 55 (englisch).
91. ↑  Ausführliche Beschreibung der Exponate der Werkstätten Bernard Stadler während der Weltausstellung in Brüssel 1910 in: Feierstunden, Beilage zum Westfälischen Volksblatt, 62. Jg., Nr. 252, vom 19. September 1910.
92. ↑  in: Sonderbeilage zum Deutschen Reichsanzeiger und Königlich Preußischen Staatsanzeiger, Nr. 17, Berlin, vom 20. Januar 1911.
93. ↑  Inserat der Fa. Bernard Stadler mit Erwähnung der zwei Großen Preise anläßlich der Eröffnung der Verkaufsniederlassung in Düsseldorf in: Kölnische Zeitung Nr. 287/1911 vom 15. März 1911.
94. ↑  Bericht über die Preisverleihungen an die Werkstätten Bernard Stadler während der Weltausstellung in Brüssel 1910 in: Westfälisches Volksblatt, 62. Jg., Nr. 254, vom 21. September 1910.
95. ↑  Bericht über die Werkstätten Bernard Stadler auf der Weltausstellung in Brüssel 1910 in: Bürener Zeitung, 15. Jg., Nr. 115, vom 24. September 1910.
96. 1 2  Veröffentlichung der Änderung der Firmierung auf „Werkstätten Bernard Stadler“ im Handelsregister am Amtsgericht Paderborn, in: Deutscher Reichsanzeiger und Preußischer Staatsanzeiger, Nr. 269, vom 15. November 1910.
97. ↑  Inserat der Fa. Bernard Stadler mit Hinweis auf Eröffnung in „Die Kunst“, XII. Jahrgang, Beilage zu Heft 3, Dezember 1910.
98. ↑  Bericht in: Paderborner Anzeiger Nr. 90/1911, 25. Jg., vom 21. April 1911.
99. ↑  Inserat der Fa. Bernard Stadler mit Nennung der Verkaufsfiliale in Bremen, in „Die Kunst“, XII. Jahrgang, Beilage zu Heft 7, April 1911.
100. ↑  Bericht aus dem „Hamburger Fremdenblatt“ zur Eröffnung der Verkaufsstelle in Hamburg, in: Paderborner Anzeiger, 26. Jg., Nr. 131, vom 8. Juni 1912.
101. ↑  Diverse: Offizieller Katalog der Internationalen Baufach-Ausstellung mit Sonderausstellungen Leipzig Mai bis Oktober 1913 mit einem Plan der Ausstellung. Hrsg.: Direktorium der Internationalen Baufach-Ausstellung Leipzig 1913. 1.  Auflage. C.F. Müller-Verlag, Leipzig 1913, S. 174, 176.
102. ↑  Otto Pelka: Das Haus Polich-Stadler auf der Internationalen Baufach-Ausstellung in Leipzig. In: Dekorative Kunst, Illustrierte Zeitschrift für angewandte Kunst, 21. Jahrgang 1912/1913, Heft 12 (September 1913), S. 545–553. (Digitalisat bei der Bayerischen Staatsbibliothek)
103. ↑  in „Leipziger Iba-Allerlei“ in „Kölnische Zeitung“, zweite Morgen-Ausgabe, Nr. 702, vom 18. Juni 1913.
104. ↑  In: Westfälisches Volksblatt, Aus Paderborn und Nachbarschaft, 65. Jahrgang, Nr. 288, vom 22. Oktober 1913.
105. ↑  Bericht über die Vorbesichtigung der Gewerbe-, Industrie- und Kunstausstellung in Paderborn durch die westfälische Presse in: Die Glocke, Nr. 141/1913, vom 20. Juni 1913.
106. ↑  Bericht über die Eröffnung der Gewerbe-, Industrie- und Kunstausstellung in Paderborn in: Die Glocke, Nr. 143/1913, vom 23. Juni 1913.
107. ↑  Bericht über die Gewerbe-, Industrie- und Kunstausstellung in Paderborn in: Wittener Volkszeitung, 18. Jahrgang, Nr. 142/1913, vom 23. Juni 1913.
108. ↑  Hermann Muthesius: Schreiben an Otto Stadler, in Fa. Bernhard Stadler, Paderborn (Brief). In: Museum der Dinge. werkbundarchiv, 4. April 1910, abgerufen am 15. Juni 2019.
109. ↑  „Sitzung der Handelskammer zu Arnsberg vom 18. Juni 1914“, in: Westfälische Tageszeitung, Arnsberg, 36. Jg., Nr. 145, vom 26. Juni 1914.
110. ↑  „Sitzung der Handelskammer zu Arnsberg vom 18. Juni 1914“, in: Paderborner Anzeiger, 28. Jg., Nr. 169, vom 26. Juni 1914.
111. ↑  „Sitzung der Handelskammer zu Arnsberg vom 18. Juni 1914“, Tagesordnung Punkt 5, in: Westfälisches Volksblatt, 66. Jg., Nr. 171, vom 27. Juni 1914.
112. ↑  Ausstellungsleitung der Werkbundausstellung Köln 1914 (Hrsg.): Offizieller Katalog der Deutschen Werkbund-Ausstellung Cöln 1914 Mai bis Oktober. Rudolf Mosse, Cöln / Berlin 1914, S. 243.
113. ↑  Bildpostkarte des Sommerhauses der Werkstätten Bernard Stadler Paderborn mit Beschreibung anlässlich der Deutsche Werkbund-Ausstellung Köln 1914.
114. ↑  Diverse: Jahrbuch des Deutschen Werkbundes 1915 - Deutsche Form im Kriegsjahr. Hrsg.: Deutscher Werkbund. F. Bruckmann AG, München 1915, S. 30 f.
115. ↑  Abbildungen des Zerlegbaren Sommerhauses in: Deutsche Kunst und Dekoration, 18. Jahrgang 1914/1915, S. 71–73. (Digitalisat bei der Universitätsbibliothek Heidelberg)
116. ↑  Bauartikel-Fabrik A. Siebel in Düsseldorf-Rath und Metz; Grand Prix: Gruppe 16, Klasse 107; Silberne Medaille: Gruppe 6, Klasse 28, in: Sonderbeilage zum Deutschen Reichsanzeiger und Königlich Preußischen Staatsanzeiger, Nr. 17, Berlin, vom 20. Januar 1911.
117. ↑  in „Die Werkbund-Ausstellung“ im „Kölner Local-Anzeiger“, 28. Jahrgang, Nr. 192, vom 14. Juli 1914, Seite 14
118. 1 2  Mitteilung des Amtsgerichts Paderborn über die Veröffentlichung des Eintrags der Firma „Werkstätten Bernard Stadler, Aktiengesellschaft mit dem Sitze in Paderborn“ gemäß Vertrag vom 8. Juli 1921, in: Westfälisches Volksblatt, Nr. 206, vom 7. September 1921.
119. 1 2  Eintrag des Erlöschens der Firma „Bernard Stadler zu Paderborn“ im Handelsregister des Amtsgerichts Paderborn per 16. Januar 1922, in: Westfälisches Volksblatt, Nr. 28, vom 3. Februar 1922.
120. ↑  in der Rubrik „Westfalen und benachbarte Provinzen“, in: Soester Kreisblatt, 103. Jg., Nr. 263, vom 9. November 1921.
121. ↑  in: Paderborner Anzeiger, 35. Jahrgang, Nr. 261, vom 10. November 1921.
122. ↑  Julius Hoffmann (Hrsg.): Moderne Bauformen - Monatshefte für Architektur und Raumkunst. 22. Jahrgang, Nr. V. Julius Hoffmann, Stuttgart 1923, S. 156 ff.
123. ↑  Mitteilung des Amtsgerichts Paderborn über die Veröffentlichung des Eintrags der Firma „Max Heidrich, Lüffe & Co., Gesellschaft mit beschränkter Haftung“ gemäß Vertrag vom 1. März 1922, in: Deutscher Reichsanzeiger und Preußischer Staatsanzeiger, Nr. 106, vom 8. Mai 1922.
124. ↑  Mitteilung des Amtsgerichts Paderborn über die Veröffentlichung der Löschung von Amts wegen der Firma „Max Heidrich, Lüffe & Comp. Gesellschaft mit beschränkter Haftung“, in: Deutscher Reichsanzeiger und Preußischer Staatsanzeiger, Nr. 301, vom 24. Dezember 1925.
125. ↑  Inserat der Fa. Bernard Stadler mit Angabe der Vertretung in Bielefeld, Emil Echterbecker, Victoriastraße 18, in: Westfälische Zeitung, 113. Jahrgang, Nr. 127, vom 23. Juni 1923.
126. ↑  Inserat der Fa. Bernard Stadler in: Einwohnerbuch der Stadt Paderborn, Jahrgang 1924/1925 (Datenstand: 10.10.1923, Drucklegung im Frühjahr 1924).
127. ↑  Inserat der Fa. Bernard Stadler mit Angabe der neuen Vertretung in Bielefeld, J. Sauerland, Ölmühlenstraße 9, anstelle von Emil Echterbecker, in: Westfälische Neueste Nachrichten, 25. Jahrgang, Nr. 143, Seite 8, vom 21. Juni 1924.
128. ↑  Inserat der Fa. Bernard Stadler mit Angabe der neuen Niederlassung in Bielefeld, Neustädter Straße 4, in: Westfälische Neueste Nachrichten, 26. Jahrgang, Nr. 85, Seite 10, vom 11. April 1925.
129. ↑  Mitteilung des Amtsgerichts Bielefeld über die Veröffentlichung des Eintrags der Firma „Werkstätten Bernard Stadler AG Filiale Bielefeld“ gemäß Vertrag vom 3. Februar 1927, in: Deutscher Reichsanzeiger und Preußischer Staatsanzeiger, Nr. 112, vom 14. Mai 1927.
130. ↑  Inserat der Fa. Emil Echterbecker, Eßzimmer nach Entwurf von Max Heidrich, in: Westfälische Zeitung - Bielefelder Tageblatt, 115. Jahrgang, Nr. 4, Dritte Beilage, vom 6. Januar 1925.
131. ↑  Mitteilung des Amtsgerichts Bielefeld über die Veröffentlichung des Eintrags der Firma „Echterbecker, Koch & Co. mit beschränkter Haftung Max Heidrich Hausrat“ gemäß Gesellschaftsvertrag vom 3. Oktober 1925, in: Westfälische Neue Nachrichten Nr. 253, 26. Jahrgang, vom 29. Oktober 1925.
132. ↑  „Max Heidrich-Ausstellung bei Fischer die die Entwicklung in den letzten zwei Jahren zeigen soll“ sowie Inserat in: Westfälische Zeitung, 116. Jahrgang, Nr. 13, vom 16. Januar 1926.
133. ↑  Mitteilung des Amtsgerichts Bielefeld über die Veröffentlichung der Auflösung der Firma „Echterbecker, Koch & Co. mit beschränkter Haftung Max Heidrich Hausrat“ gemäß Beschluss der Gesellschafter vom 31. Mai 1927, in: Deutscher Reichsanzeiger und Preußischer Staatsanzeiger, Nr. 137, vom 15. Juni 1927.
134. ↑  Mitteilung des Amtsgerichts Paderborn über die Veröffentlichung des Eintrags der Firma „Heidrich Hausrat GmbH“ gemäß Vertrag vom 17. Juni 1927, in: Deutscher Reichsanzeiger und Preußischer Staatsanzeiger, Nr. 220, vom 20. September 1927.
135. ↑  Inserat der Fa. Heidrich Hausrat GmbH Paderborn, Westernstraße 32, Preiswerte Möbel und Innenausbau nach Entwürfen von M. und M. Heidrich, in: Deutsche Kunst und Dekoration, 31. Jahrgang, Heft 4, vom Januar 1928.
136. ↑  Inserat der Fa. Heidrich Hausrat Paderborn, Westernstraße 32, in: Lippspringer Anzeiger, 23. Jahrgang, Nr. 8, vom 10. Januar 1928.
137. ↑  Inserat der Fa. Heidrich Hausrat Paderborn Bielefeld, für Bielefeld: Sauerland, Oelmühlenstraße 9, in: Westfälische Zeitung - Bielefelder Tageblatt, 118. Jahrgang, Nr. 22, vom 26. Januar 1928.
138. ↑  Inserat der Fa. Heidrich Hausrat Paderborn, jetzt Westernstraße 22 gegenüber der Franziskanerkirche, in: Lippspringer Anzeiger, 23. Jahrgang, Nr. 76, vom 29. März 1928.
139. ↑  Inserat der Fa. Heidrich Hausrat GmbH Paderborn, Westernstraße 22, Preiswerte Möbel und Innenausbau nach Entwürfen von Max Heidrich und Margarete Heidrich, in: Deutsche Kunst und Dekoration, 32. Jahrgang, Heft 3, vom Dezember 1928.
140. ↑  Mitteilung des Amtsgerichts Paderborn über die Veröffentlichung der Auflösung der Firma „Heidrich Hausrat GmbH“ gemäß Vertrag vom 28. März 1930, in: Deutscher Reichsanzeiger und Preußischer Staatsanzeiger, Nr. 85, vom 10. April 1930.
141. ↑  Paul Michels: Deutschlands Städtebau - Neuhaus Paderborn Bad Lippspringe. Hrsg.: Magistrat Paderborn. 3. Auflage. DARI-Verlag, Berlin-Halensee 1928, S. 102.
142. ↑  In: „Geschäftliche Mitteilungen“ zur Einrichtung der „Hamburg“ in: Westfälische Neueste Nachrichten, 26. Jahrgang, Nr. 277, Drittes Blatt, vom 27. November 1925.
143. ↑  Bericht „Eine interessante Ausstellung“ bei Fa. Bernard Stadler AG zu den Aufbauten der „New York“ und der „Hamburg“ in: Westfälisches Volksblatt, Aus dem Paderborner Land, Nr. 275/276, Drittes Blatt, vom 2. Oktober 1926.
144. ↑  Bericht „Schiffs-Innenarchitektur einst und jetzt“ zur Ausstellung bei Fa. Bernard Stadler AG zu den Aufbauten der „New York“ in: Westfälisches Volksblatt, Aus dem Paderborner Land, Nr. 286, Drittes Blatt, vom 13. Oktober 1926.
145. ↑  Zum Ausbau der Schiffe „Orinoco“, „Magdalena“, „St. Louis“ und „Milwaukee“, in: Orth, Carl: Erinnerungen an die Tätigkeit bei der Möbelfirma Stadler 1927 - 1929. Stadtarchiv Paderborn, Signatur: S2: Manuskripte Nr. 360, S. 3 f.
146. ↑  In: „Paderborner Kunsthandwerk“ zur Ausstattung der „St. Louis“, „Milwaukee“ und „Kungsholm“  in: Westfälisches Volksblatt, Nr. 263, Zweites Blatt, vom 3. November 1928.
147. ↑  Bericht von der Abnahmefahrt des Personendampfers „Vaterland“ in: Beilage zu DER MITTAG, 7. Jahrgang, Nr. 130, vom 7. Juni 1926.
148. ↑  Ansichtskarte des Schnelldampfers „Vaterland“ mit rückseitigem Text: „Einrichtung: Werkstätten B. Stadler A/G, Paderborn.“
149. ↑  Georg Fischbach: Die Schiffe der Köln-Düsseldorfer 1826 - 2004. Eigenverlag, Marienhausen 2004, S. 546 - 547.
150. ↑  Bericht vor der ersten Reise der Prinses Juliana in: Kölner Lokal-Anzeiger, 43. Jahrgang, Nr. 302, vom 17. Juni 1928.
151. ↑  Rhein History Dutch operator. Abgerufen am 1. Juni 2024.
152. ↑  Hubert Segin: Willi Becker. Haus Pauline Paderborn, 2018, abgerufen am 14. Juni 2019.
153. ↑  Inserat der Fa. Bernard Stadler mit Angabe „Künstlerischer Leiter Professor Paul Grießer“ in: Einwohnerbuch der Stadt Paderborn, Jahrgang 1926/1927 (Drucklegung im Frühjahr 1926, erschienen im September 1926).
154. ↑  Inserat der Fa. Bernard Stadler mit Angabe von Professor Paul Griesser als Künstlerische Leitung in: Westfälische Zeitung, 116. Jahrgang, Nr. 264, vom 11. November 1926.
155. ↑  in: Arne Sildatke, Dekorative Moderne – Das Art Déco in der Raumkunst der Weimarer Republik, Seite 310. Litverlag Dr. W. Hopf Berlin, Münster 2013, ISBN 978-3-643-12293-3.
156. ↑  Orth, Carl: Erinnerungen an die Tätigkeit bei der Möbelfirma Stadler 1927 - 1929. Stadtarchiv Paderborn, Signatur: S2: Manuskripte Nr. 360, Seite 1.
157. ↑  In: Einwohnerbuch der Stadt Paderborn, Jahrgang 1930/1931, Seite 218.
158. ↑  Bericht „Kunstausstellung im Rathaus“ in: Westfälisches Volksblatt, Nr. 304, vom 4. November 1929.
159. ↑  Friederike Steinmann, Karl Josef Schwieters, Michael Aßmann: Paderborner Künsterlexikon - Paderborner Künstlerinnen und Künstler des 19. und 20. Jahrhunderts in der Bildenden Kunst. Hrsg.: Verein für Geschichte an der Universität-GH-Paderborn. SH-Verlag, Schernfeld 1994, ISBN 3-89498-008-7, S. 297.
160. ↑  Berichterstattung zu den Großbränden in: Westfälisches Volksblatt, Nr. 306, Zweites Blatt, vom 20. Dezember 1928, sowie in: Westfälisches Volksblatt, Nr. 307, Zweites Blatt, vom 21. Dezember 1928, sowie in: Westfälisches Volksblatt, Nr. 310/311, Zweites Blatt, vom 24. Dezember 1928.
161. ↑  Berichterstattung zu den Großbränden in: Bürener Zeitung, Nr. 295, Zweites Blatt, vom 21. Dezember 1928.
162. ↑  Berichterstattung zu den Großbränden in: Die Glocke, Nr. 297, vom 24. Dezember 1928, Oelde.
163. ↑  Bekanntmachung zum Verkauf des Grundstückkomplexes Stadler am Marienplatz 12 und 14 sowie an der Bachstraße 3, in: Westfälisches Volksblatt, Nr. 23/1930, vom 29. Januar 1930.
164. ↑  In: Einwohnerbuch der Stadt Paderborn, Jahrgang 1926/1927, Seite 38.
165. ↑  In: Einwohnerbuch der Stadt Paderborn, Jahrgang 1928/1929, Seite 42.
166. ↑  Bekanntmachung der Konkurseröffnung in: Westfälisches Volksblatt, Nr. 169, vom 19. Juni 1929.
167. ↑  in „Zusammenstellung der wichtigsten Ereignisse“ in Paderborn im Juni 1929, im Paderborner Anzeiger, 43. Jahrgang, Nr. 162, vom 7. Juli 1929.
168. ↑  in „Stadt und Land Paderborn im Jahre 1929“, im Paderborner Anzeiger, 44. Jahrgang, Nr. 1/2 – 3. Blatt, vom 1./2. Januar 1930.
169. ↑  Mitteilung des Amtsgerichts Paderborn über die Veröffentlichung des Eintrags der Firma „Paderborner Holzwerkstätten Gesellschaft mit beschränkter Haftung“ gemäß Vertrag vom 8. März 1929, in: Deutscher Reichsanzeiger und Preußischer Staatsanzeiger, Nr. 190, vom 18. April 1929.
170. ↑  Mitteilung des Amtsgerichts Paderborn über die Eröffnung des Vergleichsverfahrens zur Abwendung des Konkurses der Firma „Paderborner Holzwerkstätten G.m.b.H.“, in: Deutscher Reichsanzeiger und Preußischer Staatsanzeiger, Nr. 280, vom 29. November 1932.
171. ↑  Möbelfabriken, in: Einwohnerbuch der Stadt Paderborn, Jahrgang 1930/1931, Seite 306.
172. ↑  Inserat der „Paderborner Holzkunstwerkstätten GmbH“, in: Lippspringer Anzeiger, 28. Jg., Nr. 95, vom 23. April 1933.
173. ↑  Orth, Carl: Erinnerungen an die Tätigkeit bei der Möbelfirma Stadler 1927 - 1929. Stadtarchiv Paderborn, Signatur: S2: Manuskripte Nr. 360, Seite 6.
174. ↑  Inserat der „Paderborner Holzkunstwerkstätten GmbH“ in: Westfälisches Volksblatt, Nr. 241, vom 31. August 1929.
175. ↑  in: Bürener Zeitung, 36. Jahrgang, Nr. 59, vom 12. März 1931.
176. ↑  in: Westfälische Neueste Nachrichten Bielefeld, 32. Jahrgang, Nr. 59, vom 11. März 1931.
177. ↑  „Der Bebauungsplan des ehemaligen Stadlerschen Grundstücks“, in: Lippspringer Anzeiger, 26. Jahrgang, Nr. 211, vom 9. September 1931.
178. ↑  Eintrag zur Einrichtung der Tischlerlehrwerkstätte mit eigener Privatfortbildungsschule durch Fa. Bernard Stadler am 8. Januar 1909 in die Chronik der Stadt Paderborn, Band II, Seite 135. Stadtarchiv Paderborn, Signatur A 5460.
179. ↑  Mitteilung über die Angliederung der Tischlerlehrwerkstätte mit eigener Privatfortbildungsschule in: Westfälisches Volksblatt, 61. Jahrgang, Nr. 15, vom 17. Januar 1909.
180. ↑  „Aussichten im Tischlergewerbe“, in: Westfälisches Volksblatt, 59. Jahrgang, Nr. 324, vom 1. Dezember 1907.
181. ↑  „Die Paderborner Tischlerschule“, in: Westfälisches Volksblatt, 59. Jahrgang, Nr. 330, vom 7. Dezember 1907.
182. ↑  Mehrteilige Abhandlung über die psychotechnische Eignungsprüfung der Fa. B. Stadler in: „Fachblatt für Holzarbeiter“, Neunzehnter Jahrgang 1924, Deutscher Holzarbeiter-Verband, Berlin.
183. ↑  Inserat der Fa. Bernard Stadler zur Ausstellung der Schule im Rathaussaal Paderborn mit Erwähnung der psychotechnischen Eignungsprüfung in: Paderborner Anzeiger Nr. 110/1924 vom 29. Juni 1924.
184. 1 2 3 4  Beitrag von Otto Stadler über die „Werkfachschule der Werkstätten Bernard Stadler AG, Paderborn“ in: Reichsarbeitsblatt – Amtsblatt des Reichsarbeitsministeriums und der Reichsarbeitsverwaltung, Berlin, 5. Jahrgang, Nr. 37, vom 1. Oktober 1925, Seiten 598–600.
185. ↑  „Die Tischlerfachschule der Werkstätten Bernard Stadler A.-G. Paderborn“, in: Westfälisches Volksblatt, Nr. 351, Zweites Blatt, vom 17. Dezember 1925.
186. ↑  Diverse: Handbuch der Deutschen Turnerschaft, fünfte Ausgabe. Hrsg.: Ferdinand Goetz. Verlag von Rud. Lion, Hof 1896, S. 183.
187. ↑  Diverse: Handbuch der Deutschen Turnerschaft, sechste Ausgabe. Hrsg.: Hugo Rühl. Verlag von Rud. Lion, Hof 1899, S. 29 des II. Teils.
188. ↑  Diverse: Jahrbuch der Turnkunst 1910. Jahrbuch der Deutschen Turnerschaft. Hrsg.: Rudolf Gasch. Vierter Jahrgang. Verlag Emil Stock, Leipzig-Zwenkau 1910, S. 35 f.
189. ↑  Diverse: Jahrbuch der Turnkunst 1915. Jahrbuch der Deutschen Turnerschaft. Hrsg.: Rudolf Gasch. Neunter Jahrgang. Verlag Emil Stock, Leipzig-Zwenkau 1915, S. 62.
190. ↑  „Festkommers am 4. November 1905 zu Ehren von J. Rhode“, in: Deutsche Turn-Zeitung. Blätter der Deutschen Turnerschaft, Leipzig, Nr. 3/1906, Seite 42, vom 18. Januar 1906.
191. ↑  Bericht anläßlich des 30-jährigen Bestehens des „Turnverein Germania“ sowie der 25-jährigen Mitgliedschaft des langjährigen Turnwarts Johannes Rhode in der Rubrik „Lokales und Provinzielles“. In: Westfälisches Volksblatt vom 03. November 1905, Nr. 298, 57. Jahrgang. Zeit.Punkt NRW, abgerufen am 28. August 2023.
192. ↑  Bericht anläßlich des Festessens des „Turnverein Germania“ während des Deutschen Turnfests in Frankfurt/Main in der Rubrik „Lokales“. In: Westfälisches Volksblatt vom 27. Juli 1908, Nr. 200, 60. Jahrgang. Zeit.Punkt NRW, abgerufen am 28. August 2023.
193. ↑  „Gründung des Ostwestfälischen Turngaus“, in: Deutsche Turn-Zeitung. Organ der Deutschen Turnerschaft, Leipzig, Beilage zu Nr. 52/1893, Seite 931, vom 28. Dezember 1893.
194. ↑  Bericht über die Gründung des Ostwestfälischen Turngaus in: Beilage zur Westfälischen Zeitung, Nr. 287–1893, vom 7. Dezember 1893. In: Zeitpunkt.NRW. Abgerufen am 26. Mai 2022.
195. ↑  Ostwestfälischer Turngau: Nachruf auf Johannes Rhode. In: Blätter für den Ostwestfälischen Turngau. Ostwestfälischer Turngau, 31. Januar 1914, abgerufen am 8. November 2021.
196. ↑  Nachruf durch den Ostwestfälischen Turngau auf Johannes Rhode in: Westfälisches Volksblatt, 65. Jg., Nr. 334, vom 10. Dezember 1913
197. ↑  Ostwestfälischer Turngau: Jahresbericht des Gauvertreters für das Jahr 1913. In: Blätter für den Ostwestfälischen Turngau. 31. Januar 1914, abgerufen am 8. November 2021.
198. ↑  Nachruf durch den Turnverein Germania Paderborn auf Johannes Rhode in: Westfälisches Volksblatt, 65. Jg., Nr. 331, vom 6. Dezember 1913, und in Paderborner Anzeiger, 27. Jg., Nr. 305, vom 6. Dezember 1913.
199. ↑  Inserate des Turnverein Germania Paderborn sowie des Turnverein Jahn Paderborn anläßlich der Beerdigung von Johannes Rhode am 7. Dezember 1913 in: Westfälisches Volksblatt, 65. Jg., Nr. 332, vom 7. Dezember 1913.
200. ↑  Nachricht über den Tod nebst Begräbnistermin von Johannes Rhode, auch Ehrenmitglied des Turnvereins Jahn Soest, in der Rubrik „Städtische Nachrichten“, in: Soester Kreis-Blatt, 95. Jg., Nr. 286, vom 6. Dezember 1913.
201. ↑  Mitteilung über die Wahl von Johannes Rhode zum Kampfrichter für das Deutsche Turnfest 1908 in Frankfurt/Main, in: Lippstädter Zeitung, Nr. 16, vom 6. Februar 1907.
202. ↑  Deutsche Turnerschaft: Kampfrichterbuch für das IX. Deutsche Turnfest in Hamburg am 23. bis 27. Juli 1898. Hrsg.: Technischer Unterausschuß der Deutschen Turnerschaft. A. Bonz' Erben, Stuttgart 1898, S. 15.
203. ↑  Mitteilung über die Wahl von Johannes Rhode zum stellvertretenden Kampfrichter für das Deutsche Turnfest 1898 in Hamburg während des Kreisturntages des VIII. deutschen Turnkreises, in: Dortmunder Zeitung, Morgen-Ausgabe II, 69. Jahrgang, Nr. 299, vom 27. Oktober 1896.
204. ↑  Mitteilung über die Wahl von Johannes Rhode zum Preisrichter für das 7. Kreis-Turnfest 1896 in Barmen, in: Lippstädter Zeitung, Nr. 19, vom 12. Februar 1896.
205. ↑  Mitteilung über die Wahl von Johannes Rhode zum Preisrichter für das 7. Kreis-Turnfest 1896 in Barmen, in: Westfälisches Volksblatt, 48. Jahrgang, Nr. 47, vom 18. Februar 1896.
206. ↑  Diverse: Festschrift für das 7. Kreis-Turn-Fest des VIII. Deutschen Turnkreises (Niederrhein, Westfalen und Lippe-Detmold) zu Barmen vom 4. bis 7. Juli 1896. Hrsg.: Preß-Ausschuß. Buchdruckerei von Fr. Staats, Barmen 1896, S. 98.
207. ↑  Überreichung des von der Stadt Paderborn gestifteten Ehrendiploms für 15-jährige Dienstzeit durch den Paderborner Bürgermeister Plaßmann an Johannes Rhode während des 31-jährigen Stiftungsfestes der Freiwilligen Feuerwehr Paderborn am 30. Januar 1907, in: Westfälisches Volksblatt, 59. Jg., Nr. 151, vom 8. Juni 1907.
208. ↑  Inserat der Freiwilligen Feuerwehr Paderborn anläßlich der Beerdigung von Steiger Johannes Rhode, in: Paderborner Anzeiger Nr. 331/1913 vom 6. Dezember 1913.
209. ↑  „Aus dem modernen deutschen Kunstgewerbe“, in: Allgemeine Rundschau, Nr. 34, 7. Jahrgang, vom 20. August 1910, München.
210. ↑  Ludwig Deubner: "The Studio" Year-Book of Decorative Art 1910. "The Studio" Ltd., London/Paris/New York 1910, S. 161 f.
211. ↑  Inserat der Fa. Bernard Stadler in: Adressbuch der Stadt Paderborn, Jahrgang 1912.
212. ↑  Bruno Schwarze: Das Lehrlingswesen der preußisch-hessischen Staatseisenbahnverwaltung unter Berücksichtigung der Lehrlingsverhältnisse in Handwerks- und Fabrikbetrieben. Springer-Verlag Berlin Heidelberg GmbH, 1918, S. 219 f.
213. ↑  Inserat der Fa. Bernard Stadler zur Verlängerung der Ausstellung der Schule im Rathaussaal Paderborn in: Paderborner Anzeiger Nr. 158/1924 vom 8. Juli 1924.
214. ↑  in der Rubrik „Aus den Aemtern“, in: Lippische Tages-Zeitung, 30. Jg., Nr. 5, vom 7. Januar 1925.
215. ↑  in der Rubrik „Nachbargebiete“, in: Lippische Landes-Zeitung, 159. Jg., Nr. 26, vom 31. Januar 1925.
216. ↑  Eintrag des Großfeuers am 4. Januar 1925 in die Chronik der Stadt Paderborn, Band II, Seite 316. Stadtarchiv Paderborn, Signatur A 5460.
217. ↑  Ankündigung der Aufnahmeprüfungstermine 1925 in: Paderborner Anzeiger, 39. Jahrgang, Nr. 26, vom 1. Februar 1925.
218. ↑  Paul Michels: Deutschlands Städtebau – Neuhaus Paderborn Bad Lippspringe. Hrsg.: Magistrat Paderborn. 2. Auflage. Deutscher Architektur- und Industrie-Verlag, Berlin-Halensee 1925, S. 76.